# 조지 워싱턴의 정치적 진화
조지 워싱턴의 정치적 진화(영어: George Washington's political evolution)는 영국의 버지니아 식민지의 부유한 가문 출신인 한 젊은이가 주로 이기심에 의해 동기 부여를 받다가, 후에 초대 미국 대통령이자 미국 건국의 아버지 중 한 명이 되는 과정을 포함한다. 워싱턴은 이복형 로렌스와 로렌스가 결혼한 영향력 있는 페어팩스 가문 주변에서 보낸 어린 시절에 둘러싸여 있던 지위와 영향력을 열망했다. 페어팩스 가문의 후원을 받아 얻은 측량사 직책으로 일한 후, 워싱턴은 군사 경험이 부족함에도 불구하고 버지니아 민병대의 위임을 받아 형의 군 경력을 모방하려고 노력했다. 더 영향력 있는 사람들의 후원을 받아 1752년 소령으로 임명되었다. 다음 해에는 영국이 영유권을 주장하는 영토에서 프랑스인들에게 철수를 요구하는 특사로 임명되었다. 이 임무를 성공적으로 완수하면서 그는 첫 명성을 얻었다. 워싱턴은 1754년에 진급하여 버지니아 연대의 부사령관이 되었다. 그는 주먼빌 글렌 전투에서 첫 군사적 승리를 거두며 명성을 높였는데, 이 전투는 프렌치 인디언 전쟁을 촉발시켰다. 그는 1755년에 다시 진급하여 연대 사령관이 되었고, 1758년 사임할 때까지 복무했다. 군 복무 기간 동안 워싱턴은 2등 시민 대우와 전쟁 중 채택된 방어 전략 때문에 영국에 환멸을 느꼈다. 그는 더 이상의 군사적 명예를 얻을 기회를 갖지 못했고, 영국 육군에서 왕실 임관을 얻으려는 야망을 이루지 못했다.
1758년 버지니아 시민 의회에 선출되고 다음 해 마사 댄드리지 커스티스와 결혼하면서 워싱턴은 부, 부동산, 그리고 버지니아 사회의 상류층으로의 사회적 상승을 얻게 되었다. 그는 시민 의회 의원으로서의 정치 경력보다 마운트 버넌 농장에서의 사업 이익에 더 집중했으며, 부동산 투기에 적극적이었다. 워싱턴은 영국에 대한 식민지의 의존성, 영국 정책이 그의 사업 이익에 가하는 장애물, 그리고 식민지 문제에 대한 영국의 고압적인 권위 때문에 점점 더 환멸을 느끼게 되었다. 1769년에는 영국 정책을 자유에 대한 위협으로 비난했으며, 무력 사용을 언급한 최초의 사람 중 한 명이었다. 그는 정치에 점점 더 깊이 관여하게 되었고, 버지니아 대표단으로 제1차 대륙회의와 제2차 대륙회의에 선출되었다. 1775년 미국 독립 혁명이 시작되면서 대륙육군의 지휘관으로 선출된 것은 워싱턴을 자기 발전을 추구하던 사람에서 독립 공화국의 대의를 발전시키는 사람으로 완전히 변화시켰다. 승리는 워싱턴의 명성을 굳건히 했고, 1783년 육군 지휘권을 포기한 것은 그에게 현대의 킨키나투스로서 폭넓은 찬사를 안겨주었다. 전쟁 후 워싱턴은 강력한 국가 정부를 수립하는 데 핵심적인 역할을 했으며, 미국 초대 대통령으로 두 차례 역임했다.
워싱턴은 1799년 사망 후 야망이 없는 애국자로 찬양되었다. 현대 역사가들은 야망이 그의 경력에 원동력이었으며, 이를 명성과 명예에 대한 욕구로 자주 특징짓는다. 워싱턴은 명성을 얻은 후 이를 매우 보호했다. 공직을 수락하는 그의 결정은 종종 그의 명성에 미칠 영향을 고려한 것이었다. 무관심한 애국자의 이미지를 조성하며, 그는 초기 경력에서 했던 것처럼 중요한 임명을 더 이상 구하지 않았다. 대신 그는 공직 수락을 주저하며, 종종 자신의 부적합함을 주장하고 친구들의 간청이나 국가의 부름에 의해서만 수락한다고 주장했다. 역사가들은 워싱턴의 진정한 동기에 대해 의견이 나뉘는데, 일부는 공직이 그가 진정으로 꺼려했던 부담이었다고 주장하고, 다른 이들은 주저함이 자신의 권위와 영향력을 높이기 위해 사용한 정치적 기술이었다고 본다.

## 젊은 시절의 워싱턴

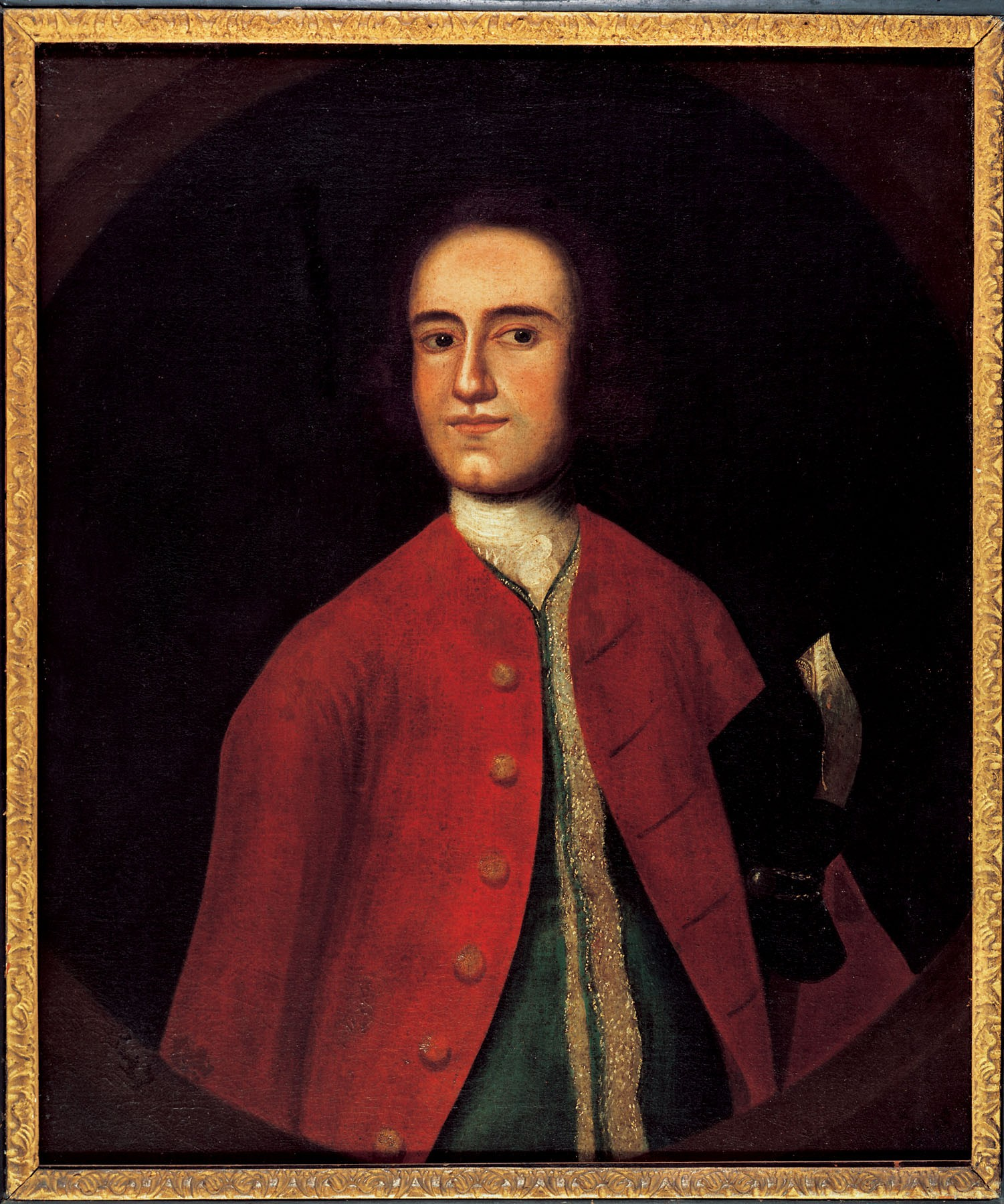
워싱턴의 이복형이자 롤 모델인 로렌스

조지 워싱턴은 1732년 2월 22일 (구력 1731년 2월 11일) 영국 버지니아 식민지에서 오거스틴과 오거스틴의 두 번째 아내 메리 볼 워싱턴 사이에서 태어난 장남이다. 그의 아버지는 중산층의 부유한 담배 농장주이자 토지 투기꾼으로, 북부 버지니아에서 지방 관리로 어느 정도 명성을 얻었다. 태어날 때 워싱턴에게는 세 명의 이복형제가 있었는데, 그 중 가장 나이가 많은 이가 로렌스였다. 1743년 아버지가 사망하자 조지는 260-에이커 (1.1 km2)의 페리 농장을 상속받았고, 로렌스는 포토맥 강변의 2,500-에이커 (10 km2)의 리틀 헌팅 크리크 영지를 상속받아 이를 마운트 버넌으로 개명했다. 로렌스는 영국 육군 장교로 젱킨스의 귀 전쟁에서 영국군과 함께 식민지 병력을 이끌었다. 귀국 후 그는 버지니아 민병대의 부관장으로 임명되었고, 윌리엄스버그 시민 의회에 선출되어 아버지의 시민 경력을 능가했다. 로렌스는 6백만 에이커 이상의 토지를 관할하는 버지니아의 주요 인물인 윌리엄 페어팩스의 장녀 앤 페어팩스와 결혼하면서 버지니아 사회 최상층에 확고히 자리 잡았다.
로렌스는 조지에게 아버지 같은 존재이자 롤 모델이 되었고, 조지의 지나치게 비판적인 어머니는 그를 과묵하고 비판에 민감하게 만들었으며, 평생 동안 승인에 대한 갈망을 심어주었다. 조지가 마운트 버넌에 있는 형의 집과 벨부아 플랜테이션에 있는 형의 처가를 방문하면서 그는 버지니아 상류 사회의 교양 있는 예절과 호화로움을 접하게 되었다. 그가 본 것은 그에게 식민지 귀족 사회의 영향력 있는 세계에서 같은 지위와 위치를 얻으려는 야망을 불러일으켰다. 성인이 될 무렵 워싱턴은 사회적 지위를 상승시키는 데 도움이 될 연장자이자 영향력 있는 인물들에게 자신을 환심 사는 법을 배웠다. 그는 1년간 측량을 공부했고, 페어팩스 측량 팀에 동행하며 실무 경험을 쌓은 후 17세의 워싱턴은 컬페퍼군의 측량사로 임명되었다. 이 직업은 워싱턴에게 정치의 세계를 소개했다. 의사, 변호사, 성직자와 비슷한 지위를 가졌으며, 페어팩스의 후원으로 워싱턴은 일반적인 견습이나 부관으로 일하는 기간을 거치지 않고 임명될 수 있었다. 이 직업은 워싱턴에게 수입을 제공했을 뿐만 아니라 토지 투기 기회도 제공했다. 1753년 5월까지 그는 버지니아 변경 지역에서 약 2,500에이커의 토지를 확보했다.

## 소령 워싱턴

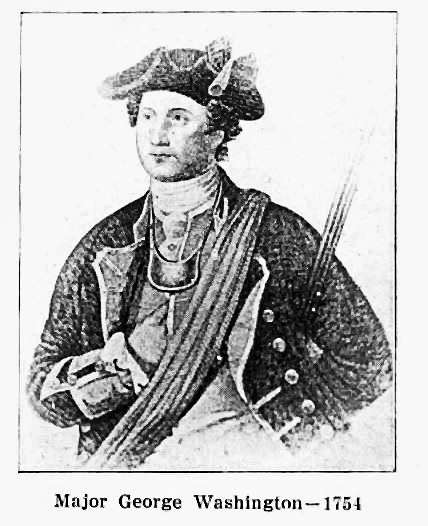
버지니아 민병대 소령 시절의 워싱턴

1752년 초 로렌스가 결핵으로 죽어가고 있을 때, 버지니아 민병대는 4개의 군사 지구로 나뉘었고, 각 지구는 식민지 소령 계급의 부관장이 지휘했다. 워싱턴은 군사 경험이 부족했음에도 불구하고 로버트 딘위디 총독에게 부관장직을 로비했다. 후원자들의 정치적 영향력으로 워싱턴은 1752년 11월 남부 지구에 임명되었다. 거주지에서 너무 멀리 떨어진 직책에 불만을 품은 그는 1753년 초 행정 위원회에 자신의 고향인 노던 넥 지구로의 전근을 성공적으로 로비했다.
같은 해, 워싱턴은 특사로 자원했고, 이 임명은 페어팩스의 지원으로 확보되었다. 그는 오하이오 영토에서 프랑스인들에게 영국이 영유권을 주장하는 영토를 비워달라고 요구하는 임무를 맡았다. 그는 77일 만에 임무를 완수했으며, 프랑스인의 영토 주장 답변뿐만 아니라 그들의 병력에 대한 귀중한 정보도 가지고 돌아왔다. 그의 보고서가 식민지와 영국에 출판되면서 그는 어느 정도 인정을 받았다.

## 대령 워싱턴
1754년 2월 300명 규모의 버지니아 연대가 창설되자 워싱턴은 다시 영향력 있는 인물들의 지원을 얻어 중령으로 진급하고 연대의 부사령관직을 확보했다. 그는 자신의 유일한 동기가 "조국에 대한 진실한 사랑"이라고 선언했으며, 전체 병력 지휘는 "내 젊음과 경험 부족에는 너무나 큰 임무"라고 고백했다.

### 명성 확보
4월 2일, 워싱턴은 연대 병력의 절반가량 되는 선발대와 함께 오하이오 포크스를 향해 출발했다. 그는 방어 태세를 유지하라는 명령을 어기고 1754년 5월 28일 주먼빌 글렌 전투에서 50명 미만의 프랑스군을 기습 공격했다. 이 교전은 워싱턴에게 일방적인 승리였으며 프렌치 인디언 전쟁을 촉발시킨 불씨가 되었다. 며칠 후, 워싱턴은 연대 지휘권을 승계하고 연대 지휘관인 조슈아 프라이 대령의 사망 후 대령으로 진급했다. 7월 3일, 프랑스군은 워싱턴을 네세시티 요새 전투에서 항복하게 했다. 워싱턴의 진지는 위치가 좋지 않았고, 나머지 버지니아 연대와 제임스 매케이 대장이 이끄는 사우스캐롤라이나 독립중대로 증원되었음에도 불구하고 그의 병력은 수적으로 열세였다.
주먼빌 글렌에서의 워싱턴의 승리 기록은 식민지와 영국에 출판되었다. 그는 이 승리로 대중의 명성과 폭넓은 인정을 얻었지만, 네세시티 요새에서의 패배는 그의 명성을 훼손했다. 영국에서 앨버말 경은 이 패배를 식민지 병력의 부적합성과 영국 육군 정규 장교의 지휘가 필요하다는 증거로 보았다. 워싱턴이 고인의 형의 군사적 지위를 모방하려는 야망은 버지니아 연대가 독립 중대로 해체되고 각 중대가 대위의 지휘를 받게 되면서 좌절되었다. 그는 "명예의 부름 [sic]"을 인용하며, 강등을 받아들이기보다는 사임을 택했다. 군 복무는 막대한 재산을 상속받지 못한 젊은이에게 여전히 가장 좋은 진로였고, 워싱턴은 사임 후에도 "내 성향은 강력하게 무력에 기울어져 있다"고 단언했다.

### 왕실 임관을 추구하다

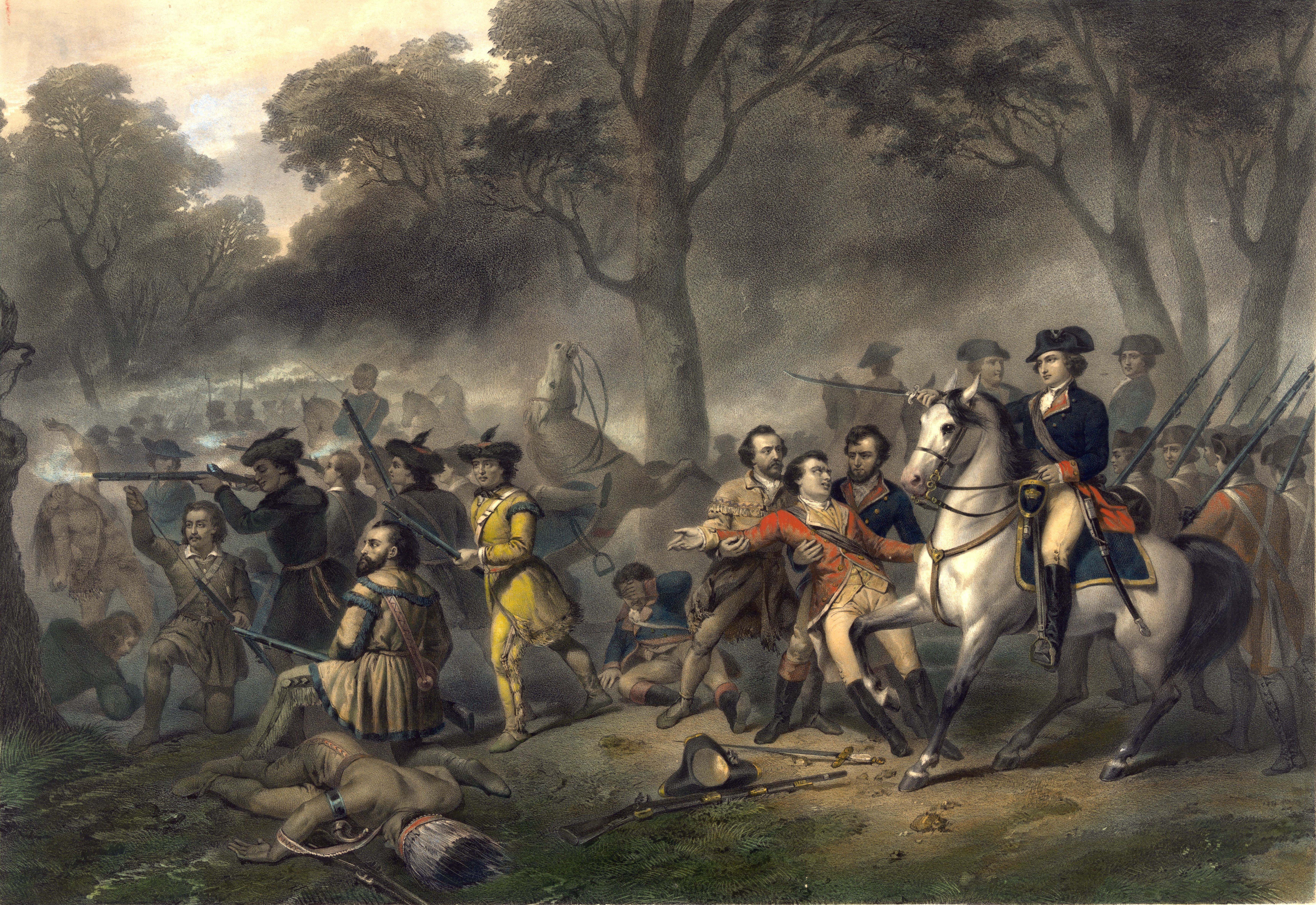
머논가힐라 전투의 워싱턴 중령

메릴랜드의 호레이쇼 샤프 총독은 워싱턴이 매케이와의 선임권 분쟁에서 비롯된 분노로 네세시티 요새에서 무모하게 행동했다고 비난했다. 명목상 하급 장교였음에도 불구하고 매케이는 정규군에 왕실 임관을 가지고 있었는데, 이는 영국법상 그가 식민지 장교보다 상급이라는 것을 의미했다. 매케이도 워싱턴도 서로에게 종속되는 것을 받아들이려 하지 않았다. 워싱턴은 식민지 병사와 정규군 병사 간의 계급과 급여 불균등에 대해 딘위디에게 반복적으로 불평했다. 그는 여러 차례 사임을 위협하기도 했다. 딘위디의 지속적인 선행이 왕실 임관으로 보상받을 것이라는 약속에 그는 진정되었다.
1755년 2월 에드워드 브래독 소장이 뒤켄 요새에서 프랑스군을 몰아내기 위해 두 개의 영국 육군 연대와 함께 도착했을 때, 워싱턴은 "성급하게 장군에게 정중한 인사를 보냈다" 그리고 그를 대신하여 호의를 구한 친구들 덕분에 브래독의 참모 자리를 제안받았다. 여전히 강등을 받아들이기를 꺼려했던 워싱턴은 명예 대위 계급을 거부하고 자원하여 참모로 복무했다. 그는 "나의 보잘것없는 능력으로" 국왕과 조국에 봉사하고 친구와 지역의 "존경과 존중"을 구하며, 이 기회가 자신의 군사적 야망을 더욱 발전시킬 군사 경험과 인맥을 제공하기를 바란다고 공언했다. 7월 머논가힐라 전투에서 영국이 패배하고 브래독 장군이 사망하면서 워싱턴의 진급을 지원하겠다는 브래독의 약속은 사라졌지만, 전투 중 워싱턴의 탁월한 용기는 그의 명성을 크게 높였다. 그는 딘위디, 페어팩스, 버지니아 지배층으로부터 추구하던 존경을 받았으며, 식민지와 영국 전역에서 폭넓은 찬사를 받았다.

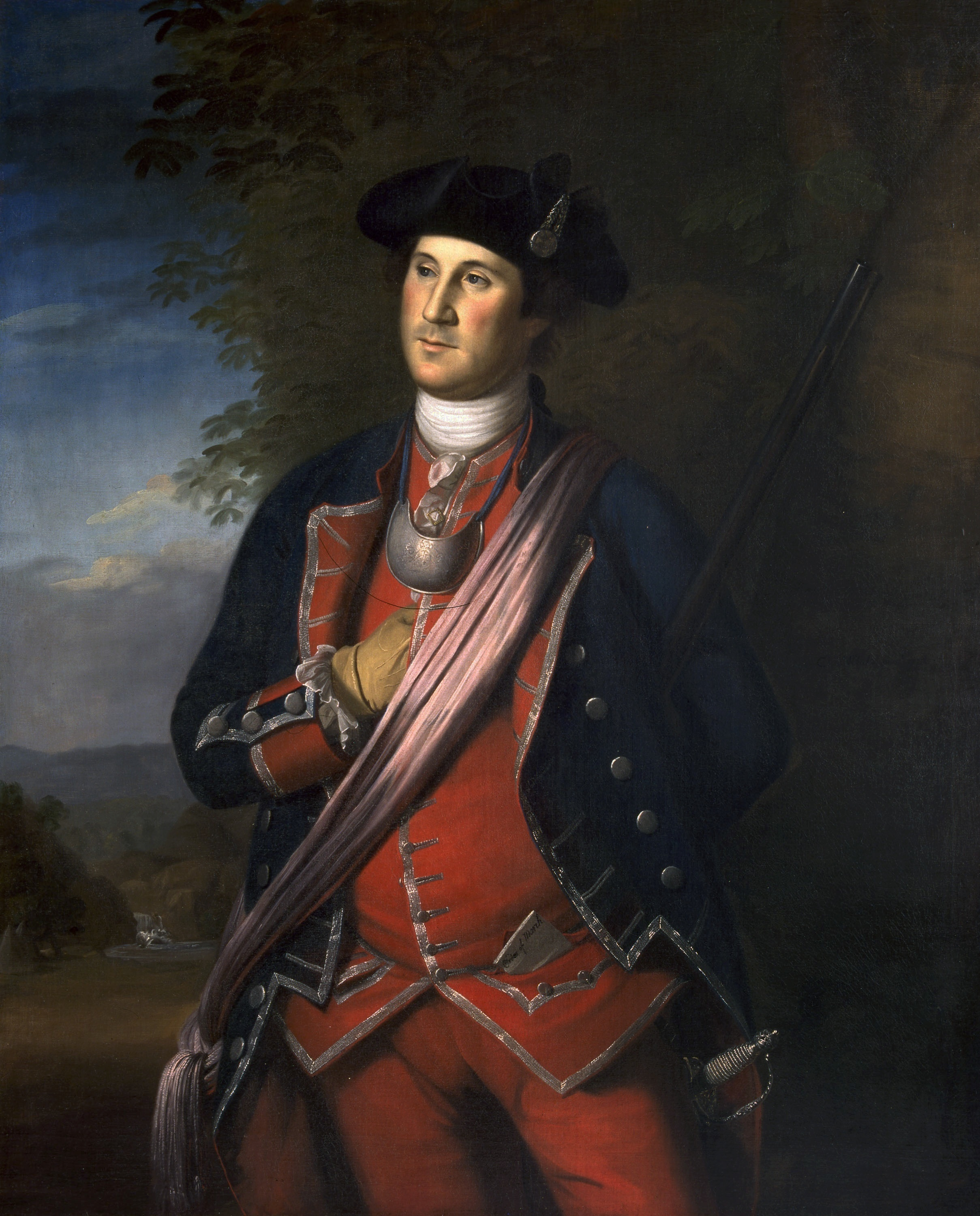
조지 워싱턴 대령

1755년 8월 버지니아 연대가 재편성되었을 때, 워싱턴의 친구들은 딘위디에게 그를 지휘관으로 임명하도록 압력을 가했고, 그에게 직접 자신의 상황을 설명하도록 촉구했다. 그는 "나라 전체의 목소리에 의해 나에게 강요되고 반대할 수 없는 조건으로 제안되는" 임명을 선호한다며 거절했다. 그의 주저함은 그가 그러한 조건을 주장할 수 있게 했고, 8월 31일, 직책을 제안받은 지 2주 후, 그는 대령 계급과 버지니아의 모든 지방군 지휘권을 수락했다. 거의 즉시 워싱턴은 다시 계급 문제로 갈등을 겪었다. 이번에는 존 대그워시와였다. 식민지 민병대에서 대위에 불과했지만, 대그워시는 1746년에 받은 왕실 임관을 근거로 선임권을 주장했다.

#### 환멸
버지니아 연대가 정규군으로 편입될 것이라는 소문이 도는 가운데, 워싱턴은 연대를 전문적인 수준으로 끌어올릴 훈련과 징계를 감독했다. 그는 영국이 채택한 방어 전략에 좌절했고, 뒤켄 요새에 대한 공세를 촉구했다. 브래독의 후임이자 북미 주둔 영국군 사령관인 윌리엄 셜리가 워싱턴의 정규군 진급을 지지하는 딘위디의 서신에 답장하지 않자, 워싱턴은 1756년 2월 보스턴으로 가서 자신의 주장을 펼쳤다. 셜리는 대그워시 문제에서는 워싱턴의 손을 들어주었지만, 그 외에는 거의 없었다. 워싱턴에게 왕실 임관은 없었으며, 그의 연대에게 정규군 편입은 없었고, 뒤켄 요새 공격을 이끌 더 이상의 명예를 얻을 기회도 없었다.
1757년 1월, 워싱턴은 셜리의 후임자인 라우던 경에게 이 문제들을 제기했다. 그해 후반 필라델피아에서 둘이 만났을 때, 식민지 병력에 대한 평가가 낮았던 라우던은 워싱턴을 경멸적으로 대했으며, 그에게 자신의 주장을 펼 기회를 주지 않았다. 워싱턴이 전쟁에서 더 공격적인 전략을 강하게 주장하여 딘위디의 뒤통수를 치고 시민 의회에 불평하는 지경에 이르자 딘위디와의 관계가 소원해지면서 영국 관리들과의 관계는 더욱 악화되었다. 1758년 3월경, 워싱턴은 왕실 임관을 확보할 가능성이 희박하다고 여겼고, 버지니아 연대에서 사임할 것을 고려하고 있었다.
그 달에 존 포브스 준장이 뒤켄 요새를 점령하기 위한 또 다른 원정을 이끌 것이라는 소식은 워싱턴이 연대에 남도록 설득했다. 그는 포브스에게 환심을 사려 노력하며 자신을 "일반적인 지방 장교들과 어느 정도 구별되고 싶어하는 사람"으로 소개했지만, 더 이상 왕실 임관을 기대하지 않는다는 점을 분명히 했다. 두 사람이 진군 경로 선택 문제로 충돌했음에도 불구하고, 11월에 포브스는 워싱턴에게 준장 명예 계급과 요새 공격 임무를 맡은 3개 임시 여단 중 하나의 지휘권을 주었으나, 공격이 시작되기 전에 프랑스군은 철수했다. 버지니아에 대한 즉각적인 위협이 사라지면서 워싱턴의 더 많은 군사적 명예와 왕실 임관을 위한 노력은 수포로 돌아갔다. 그는 영국과 식민지 원정 기록에 거의 등장하지 않았다. 건강 악화로 인해 워싱턴은 12월에 사임했다.
워싱턴은 장교들의 찬양적인 작별 인사 속에서 "감사하는 조국(즉 버지니아)의 총아"로 칭송받았고, 그는 이러한 존경을 자랑스러워했다. 그는 자신의 답변에서 딘위디, 라우던, 포브스 같은 영국 관리들과 겪었던 문제들을 언급하며 "예사롭지 않은 어려움"을 암시했다. 워싱턴은 자신과 식민지 군대의 불평등한 대우를 반식민지 차별의 증거로 여겼다. 그는 이러한 불만을 영국 당국에 대한 더 넓은 불만과 연결하기 시작했다. 군 경력을 왕과 나라를 수호하려는 애국적이고 충성스러운 영국 신민으로 시작했던 그는 영국 제국 내 식민지 종속에 의문을 제기하기 시작했다. 전쟁 중 다른 식민지들이 버지니아를 돕지 않았고 식민지 간의 경쟁이 심했던 것은 워싱턴에게 대륙적 단결의 필요성과 강력한 중앙 정부에 대한 성향을 심어주었다.

## 워싱턴 씨

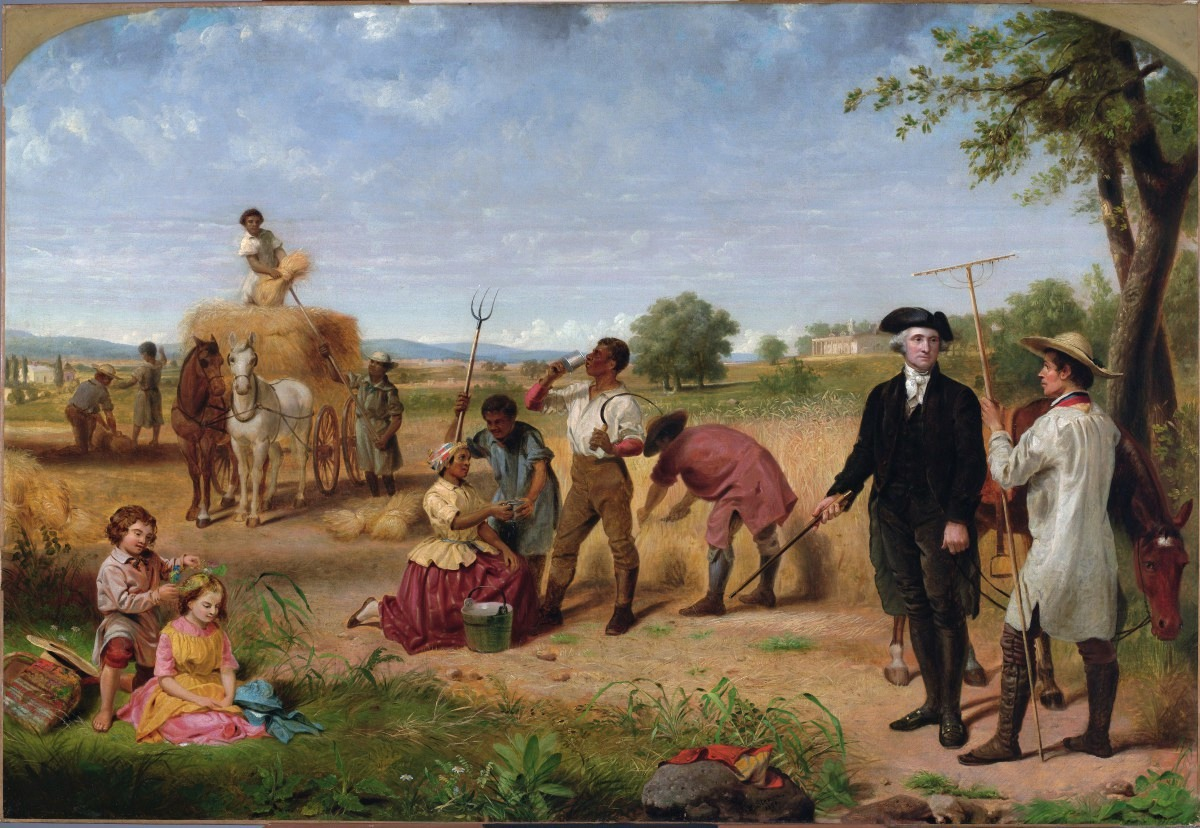
주니어스 스턴스의 '농부로서의 워싱턴, 마운트 버넌에서' (1851)

워싱턴은 곧 있을 마사 댄드리지 커스티스와의 결혼, 마운트 버넌의 농장 그리고 시민 의회에서의 정치 경력을 위해 집으로 돌아왔다. 마사의 지참금은 워싱턴에게 부와 부동산, 그리고 그가 군 복무에서 추구했던 버지니아 사회 상류층으로의 사회적 상승을 제공했다. 1766년, 담배 재배가 수익성이 없다는 것이 판명된 후, 그는 주요 현금 작물로 밀로 전환했다. 비슷한 시기에 그는 영국에서 구입하는 대신 직물과 철물을 직접 제조하여 더 큰 경제적 독립을 추구했다.
1757년, 워싱턴은 인근 부동산을 구입하여 마운트 버넌에 500 에이커 (2 km2)를 추가했는데, 이는 궁극적으로 8,000-에이커 (32 km2)에 이르는 확장의 시작이었다. 다음 해 그는 결국 형의 농가를 저택으로 변모시킬 주거지 확장을 시작했다. 워싱턴은 자신의 저택에 사치를 부렸고, 영국에서 수입한 사치품들로 가구를 채웠다. 1764년까지 그의 방탕한 지출로 인해 런던 에이전트에게 1,800파운드의 빚을 졌지만, 사치품에 대한 그의 취향은 줄어들지 않았다. 그는 자신의 에이전트와의 서신에서 점점 더 분개하며, 그가 불량품을 부풀린 가격에 제공하고 너무 빨리 지불을 요구한다고 비난했다. 그러나 워싱턴은 제조업품에 대해 영국에 의존하고 있었다. 이것은 식민지의 경제적 자결권을 약화시키고 부유한 버지니아 농장주들 사이에 상당한 수준의 빚을 초래하는 의존성이었으며, 이는 영국에 대한 더 큰 환멸의 원인이 되었다.

### 부동산 투기

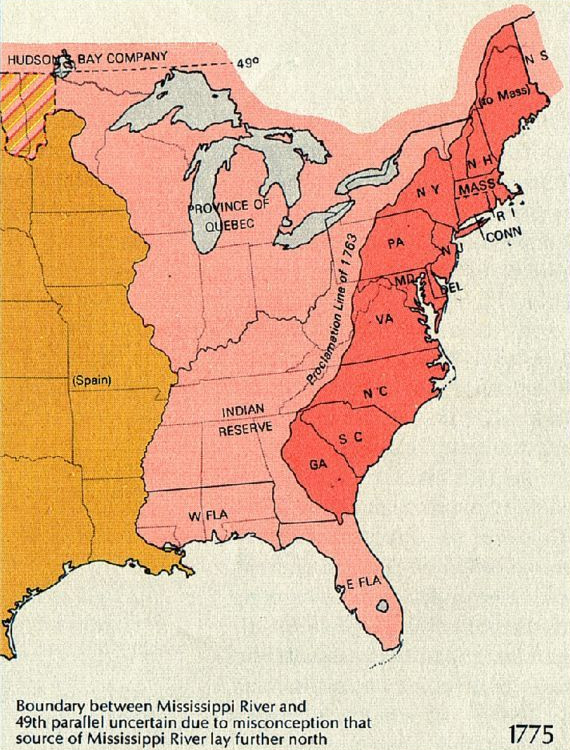
1763년 국왕 선언으로 정해진 13개 미국 식민지(빨간색)와 미개척 영토(분홍색)로의 서부 확장의 한계

워싱턴은 부동산 투기에 적극적이었다. 그는 1763년에 그레이트 디스멀 습지를 배수하고 농지로 전환하기 위해 결성된 신디케이트의 일원이었는데, 이들은 가짜 이름으로 토지 청원서를 제출하여 부여할 수 있는 토지 양에 대한 제한을 우회했다. 같은 해, 그는 오하이오 계곡의 2.5백만 에이커 (10,000 km2)의 토지를 주장하기 위해 결성된 미시시피 토지 회사의 다른 19명의 투자자들과 합류했다. 1763년 국왕 선언은 앨러게니산맥 서쪽의 정착을 금지하여 워싱턴의 토지 투기 활동을 위협했지만, 1768년 영국이 체로키족 및 이로쿼이 연맹과 조약을 체결한 후 토지는 정착민들에게 다시 개방되었다.
1760년대 후반과 1770년대 초반에 워싱턴은 자신과 버지니아 연대에서 함께 복무했던 옛 전우들을 위해 1754년 네세시티 요새 작전 참전 용사들에게 약속되었던 토지 보상 청구를 추구했다. 그의 노력으로, 이는 전적으로 이기적인 의도가 없지는 않았지만, 워싱턴은 소유한 토지를 두 배 이상 늘렸다. 그는 다른 참전 용사들의 할당량을 대부분 헐값에 구입하여 소유지를 더욱 늘렸고, 이는 일부 참전 용사들 사이에서 속았다는 감정을 불러일으켰다. 그는 프렌치 인디언 전쟁이 끝날 무렵 복무하던 장교들에게 토지가 부여됨으로써 더 많은 이득을 얻을 수 있었다. 전쟁이 끝나기 전에 사임했기 때문에 워싱턴은 자격이 없었지만, 그는 1771년에 버지니아 총독이 된 던모어 경을 설득하여 5,000 에이커 (20 km2)에 해당하는 대령의 할당량을 얻어냈고, 다른 장교의 할당량을 구입하여 이를 두 배로 늘렸다. 그는 때때로 가족 구성원들이 자신의 이름으로 참전 용사의 청구권을 사도록 하여 자신의 이익을 숨기기도 했다. 1774년까지 워싱턴은 약 32,000 에이커 (130 km2)의 토지를 축적했다.
서부가 정착지로 개방되면서 워싱턴은 포토맥 강의 항해 가능성을 개선하기 위한 운하 계획을 적극적으로 추진하기 시작했다. 개선된 운송은 서부의 자신의 토지 가치를 높일 뿐만 아니라 식민지의 경제적 자결권을 가져올 것이었다. 이는 오하이오 영토 농민들이 생산한 식료품을 해외로 수출할 수 있게 하여, 워싱턴의 말에 따르면 "떠오르는 제국의 광범위하고 귀중한 무역"의 통로가 될 것이며, 그는 버지니아가 이 무역에서 주도적인 역할을 하기를 바랐다.

## 시민 의원 워싱턴
1758년, 버지니아 연대에서 복무하는 동안 워싱턴은 시민 의회 선거에 출마했다. 그는 선거 운동을 위한 휴가를 얻었지만, 군대에 남아 친구들에게 선거 운동을 의지했다. 워싱턴은 투표에서 1위를 차지했다. 그는 1765년에 재선되었고, 1769년과 1771년에는 반대 없이 복귀했다. 워싱턴은 공개 연설에 불편함을 느끼는 과묵한 입법가였다. 그는 제안 및 불만 위원회와 군사 문제와 관련된 여러 특별 위원회에서 활동했지만, 다음 10년 대부분 동안 시민 의회에서 부차적인 인물로 남아 있었고, 1767년이 되어서야 의회 업무에서 중요한 역할을 하기 시작했다.

### 정치적 각성

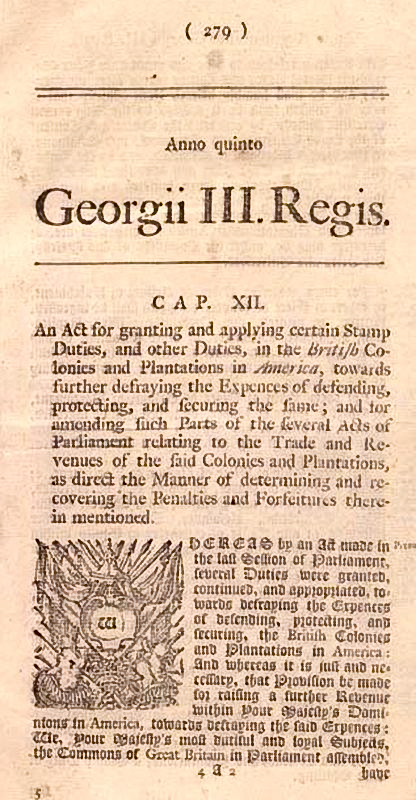
1765년 인지세법

프렌치 인디언 전쟁 이후, 영국은 식민지에 세금을 부과하고 식민지 자율성을 제한하려고 했다. 처음에는 모든 영국 조치가 워싱턴을 괴롭히지는 않았고, 일부는 그에게 유리하게 작용했다. 식민지 세금으로 자금을 조달한 영국군에 의한 오하이오 영토의 평정은 그곳에서의 그의 토지 투기 이익에 도움이 될 것이었다. 그는 1765년 인지세법이 식민지 자유를 위협하는 위헌적인 세금이라고 여겼지만, 영국이 이 법이 실책임을 곧 깨달을 것이라고 믿었으며, 법에 반대하는 급진주의자들의 반응과는 거리를 두었다. 시민 의회가 버지니아 결의안을 통과시키기 위해 투표했을 때 그는 마운트 버넌에서 담배에서 밀로 전환하는 노력에 바빴다. 영국이 수입 관세를 부과하고 타운젠드 법으로 식민지에 세금을 부과할 권리를 주장했을 때, 워싱턴의 초기 반응은 미온적이었다. 1768년 초 시민 의회가 이 법들을 논의하기 위해 소집되었을 때 그는 다시 결석했는데, 마운트 버넌에 남아 윌리엄 크로퍼드와 만나 보상 토지의 첫 측량 결과를 검토하고 있었다. 그는 시민 의회가 타운젠드 관세에 대한 공식적인 항의서를 채택한 후에야 윌리엄스버그에 도착했다. 런던이 법을 폐지하기를 거부하자 여러 식민지들은 더 급진적인 조치를 채택하고 영국 상품 불매운동을 시작했다.
워싱턴의 급진화는 1768년 말에 시작되었다. 다음 해 4월까지, 필라델피아와 애너폴리스가 불매운동에 동참하고 의회가 주동자들을 영국으로 이송하여 반역죄로 재판을 받게 할 것을 제안했다는 소식을 접한 그는 영국 정책을 자유에 대한 위협으로 비난했으며, 무력 사용을 언급한 최초의 사람 중 한 명이었다. 그는 조지 메이슨과 협력하여 버지니아가 불매운동에 동참할 계획을 세웠다. 1769년 5월 16일, 시민 의회는 세금을 징수할 독점적 권리, 불만을 해소하기 위해 국왕에게 청원할 권리와 의도, 그리고 버지니아에서 저질러진 반역 행위에 대한 재판은 버지니아에서 이루어져야 한다는 네 가지 결의안을 통과시켰다. 다음 날, 보테투르 경 총독은 의회를 해산함으로써 대응했다.
시민 의원들은 롤리 태번에서 비공식적으로 다시 모였고, 5월 18일, 워싱턴이 메이슨과 함께 고안했던 계획에 기반한 비수입 계획(영국 상품 불매 운동)인 버지니아 협회를 결성했다. 이를 승인하면서 시민 의원들은 "폐하의 미국 신민들이 억압받는 고통과 어려움"에 항의했지만, "가장 자비로운 폐하에 대한 확고부동한 충성심"을 표명했다. 업무를 마칠 때 그들은 국왕을 위해 건배했다. 그들은 식민지 권리 주장과 국왕에 대한 충성심 사이에 모순이 없다고 보았다. 그러나 메이슨은 영국을 이전의 조화로운 식민지 종속 체제로 되돌리려 했지만, 워싱턴은 자치적인 북미 주와 영국 간의 파트너십을 선호하기 시작했다.
퓰리처상을 수상한 워싱턴 전기 작가 론 처노에 따르면, 워싱턴이 자기 발전을 추구하는 사람에서 초기 반란의 주요 인물로 변화한 것은 영국과의 거래에서 겪었던 좌절의 절정이었다. 여기에는 왕실 임관 확보 실패, 런던 상인들과의 거래에서의 불만, 그리고 영국 정책이 그의 사업 이익에 가한 장애물 등이 포함된다. 존 E. 펄링은 이타적인 자유주의 이념을 전적으로 배제하지 않으면서도, 워싱턴의 호전성은 부와 인정을 향한 그의 자랑스럽고 야심찬 추구, 그리고 식민지를 종속적이고 주민들을 2등 시민으로 여겼던 영국 지배층에 의해 그 추구에 놓인 장애물에 의해 형성되었다고 주장한다. 폴 K. 롱모어는 자신의 경력에서 쌓인 개인적인 불만 외에도 워싱턴은 영국이 식민지를 경제적, 정치적 노예 상태로 유지하려는 의도를 드러내는 억압의 패턴을 보았다고 주장한다. 롱모어는 워싱턴의 비수입 계획에 대한 노골적인 지지가 그러한 계획이 식민지 제조업을 촉진하고, 미국이 영국에 대한 경제적 의존성을 종식시키며, 버지니아 지배층의 증가하는 빚을 줄여 도덕적 청렴성, 사회적 권위 및 정치적 독립성을 약화시키는 빚을 줄일 것이라는 그의 믿음에 기반했다고 결론짓는다.

### 정치적 우세
런던이 양보하고 권위를 주장하기 위한 차세금을 제외하고 타운젠드 법을 폐지하면서 상황은 완화되었다. 차 제공을 거부하는 것 외에는 워싱턴은 영국-식민지 관계의 균열에 대해 크게 신경 쓰지 않고 자신의 사업으로 관심을 돌렸다. 1772년 마흔 살이 되었을 때, 그는 처음으로 초상화를 그리기로 결심했다. 그는 찰스 윌슨 필에게 의뢰했고, 13년 전에 사임했음에도 불구하고 버지니아 연대 대령 제복을 입고 앉기로 했다.
1773년 말과 1774년 초, 워싱턴의 관심은 보스턴 차 사건 시위 사건보다 자신의 집에 더 가까웠다. 비록 앨러게니 산맥 서쪽의 땅이 1768년에 정착지로 다시 개방되었지만, 영국이 그곳에 지방 정부를 수립하는 것을 지연시키면서 해당 지역의 워싱턴 토지 가치가 하락했다. 아직 민간 통제와 군사적 보호를 받지 못하는 땅을 임대하는 데 관심 있는 농민은 거의 없었다. 1773년, 식민지를 해안 지역으로 제한하려는 정책의 영국 지지자들은 다시 앨러게니 산맥 서쪽의 정착을 제한했다. 이는 이미 워싱턴에게 부여된 땅에는 영향을 미치지 않았지만, 워싱턴이 여전히 10,000 에이커 (40 km2)를 얻을 수 있었던 프렌치 인디언 전쟁 참전 용사들에게 부여된 땅으로 미래의 투기를 제한했다. 정규군 장교만이 보조금을 받을 자격이 있다는 결정으로 이 길이 막히자 워싱턴은 식민지인들에 대한 영국의 악의를 비난했다.

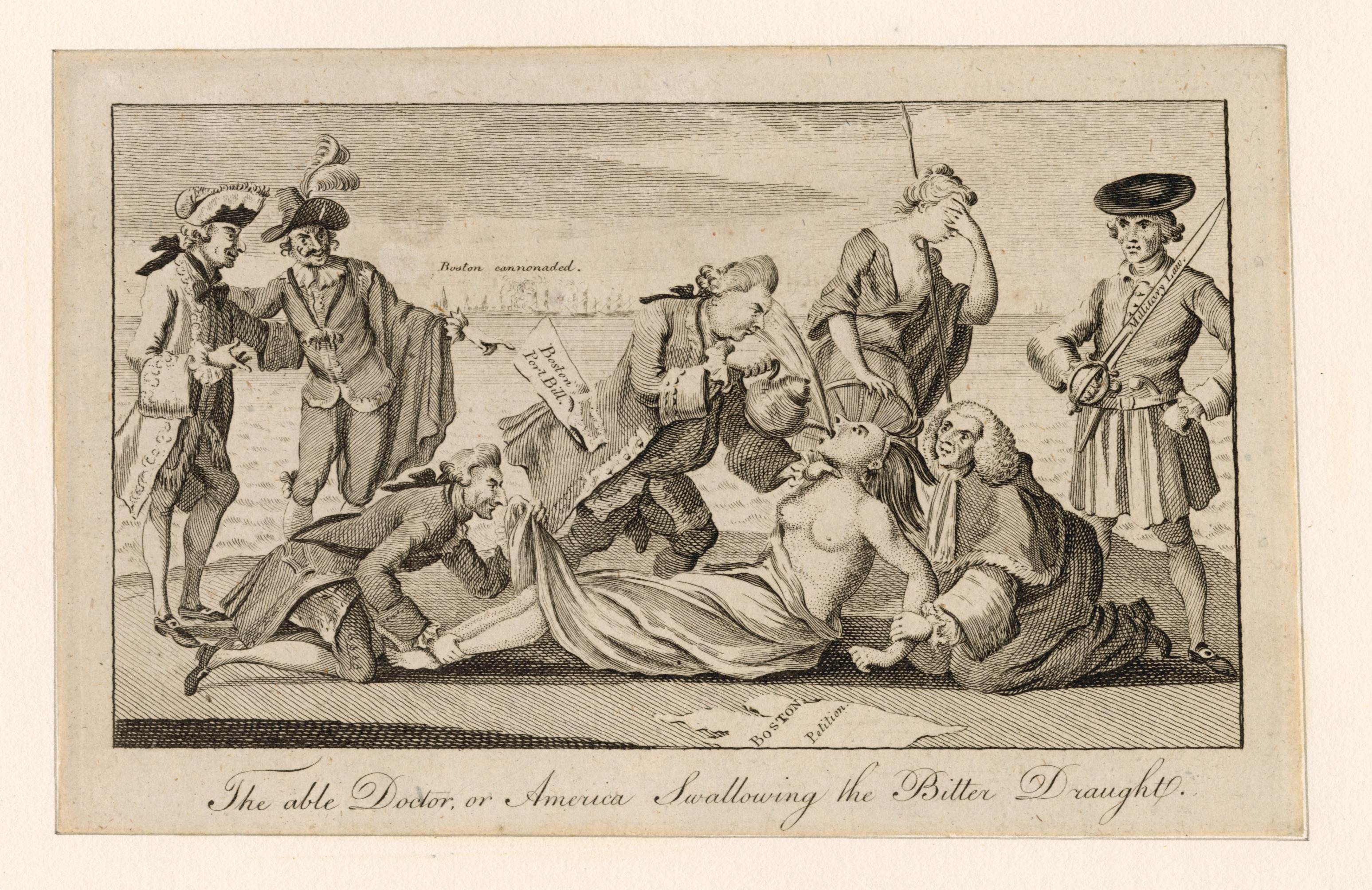
폴 리비어의 '유능한 의사, 또는 쓴 약을 삼키는 아메리카'

워싱턴의 개인적 이익은 1774년 6월 퀘벡 법에 의해 더욱 위협받았는데, 이는 앨러게니 산맥 서쪽의 버지니아 토지 투기를 폐지하기 위해 고안된 것이었다. 이 법은 보스턴 시위에 대한 영국의 대응인 참을 수 없는 법의 일부였다. 그 중에는 3월 말에 통과된 보스턴 항구법이 있었는데, 이는 손실된 차에 대한 배상이 이루어질 때까지 항구를 폐쇄하고 3,000명의 영국군을 보스턴에 주둔시키는 내용이었다. 정치에 능통하지 않다고 고백했던 워싱턴은 정치적으로 노련한 메이슨과의 상호 작용이 증가하면서 다음 몇 달 동안 완전히 급진화되었다. 그는 보스턴 점령을 "자유 정부에서 일찍이 실행된 적 없는 가장 독재적인 체제의 전례 없는 증거 [sic]"라고 썼다.
던모어 총독이 1774년 5월 보스턴을 지지하는 결의안을 막기 위해 시민 의회를 정회시키자, 시민 의원들은 롤리 태번에서 비공식적으로 모였다. 그들은 차 불매운동을 비준하고, 모든 식민지 대표들의 연례 총회를 권고했으며, 8월 1일에 다시 소집하기로 합의했다. 다음 회의를 준비하기 위해 시민 의원들은 카운티 수준에서 협의했다. 페어팩스 카운티는 워싱턴이 의장을 맡은 위원회에서 합의된 페어팩스 결의안을 채택했다. 한 결의안은 비수입이 영국을 설득하지 못할 경우, 불법적인 위원회가 강제하는 새로운 비수입 라운드와 그에 따른 수출 금지를 제안했다. 다른 결의안은 1765년 버지니아 결의안의 식민지 권리 주장을 더욱 선동적인 버전으로 채택했다. 최종 결의안은 버지니아의 권리와 특권을 주장하기 위해 국왕에게 청원하고, 왕관에 대한 충성을 표명하며, 국왕에게 "우리의 주권자에게는 오직 하나의 호소가 있을 수 있음을 반성하라"고 경고할 것을 권고했다. 페어팩스 카운티는 가장 호전적인 카운티로 판명되었는데, "하나의 호소", 즉 무력 사용을 노골적으로 위협하는 결의안을 채택한 유일한 카운티였다.
제1차 버지니아 회의는 1774년 8월 1일 윌리엄스버그에서 소집되었다. 회의는 모든 식민지 대표들의 총회 필요성과 워싱턴이 제시한 페어팩스 결의안과 거의 일치하는 행동 계획에 동의했다. 정치에 거의 관여하지 않았던 사람으로서 워싱턴은 버지니아의 핵심 정치 인물로 부상하고 있었다. 그는 9월 필라델피아에서 열리는 제1차 대륙회의에 버지니아가 보낼 7명의 대표 중 3위로 선출되었고, 104표 중 98표를 얻었다.

### 호전성

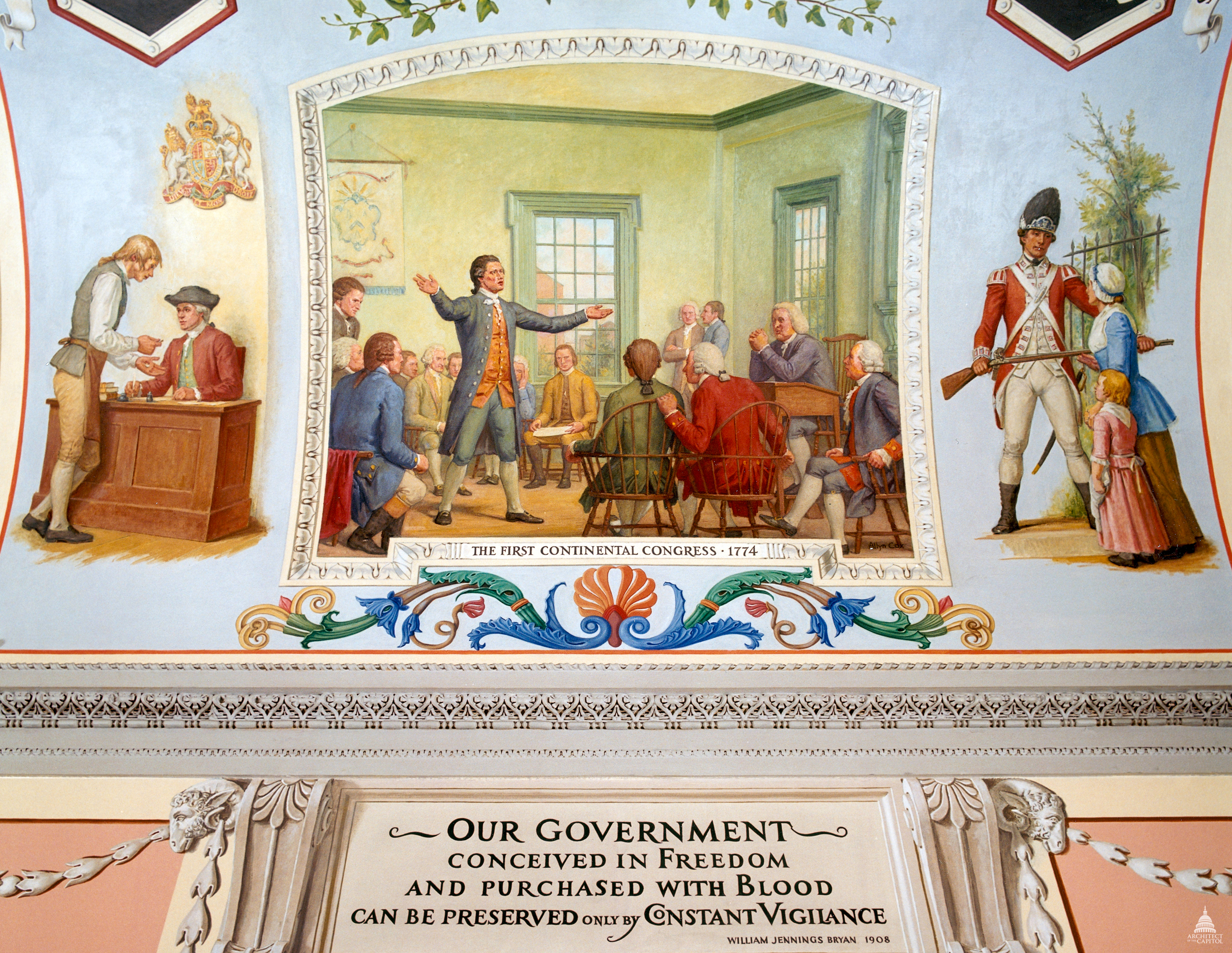
제1차 대륙회의, 1774년

워싱턴은 청원과 항의에 절망했다. 그는 더 강력한 조치를 선호하며 반란의 사상과, 필요하다면 무력 사용을 받아들였다. 그는 참을 수 없는 법을 "우리에게 노예의 족쇄 [sic]를 채우기 위한 규칙적이고 체계적인 계획"의 일부로 보았고, 영국이 매사추세츠를 징벌적 조치 대상으로 삼음으로써 식민지들을 진압하기 위한 분열 통치 전략을 사용하고 있다고 믿었다. 워싱턴은 매사추세츠의 대의를 미국의 대의로 여겼다.
워싱턴의 군사적 명성으로 그는 많은 사람들이 불가피하다고 믿었던 전쟁을 치를 군대의 주요 직책에 버지니아의 후보가 되었지만, 그는 제1차 대륙회의에서 적극적인 역할을 하지 않았다. 회의의 대부분의 업무는 공식 회의 외의 저녁 식사 및 비공식 모임에서 진행되었으며, 이 동안 대표들은 서로를 평가하고 무력 충돌에 대한 의지를 가늠했다. 워싱턴은 영국에 대한 식민지의 전쟁 수행 능력에 대한 그의 견해를 듣기 위해 찾아졌다. 군대가 휘두를 수 있는 압도적인 힘에 대한 뿌리 깊은 불안감을 가진 나라에서, 그는 또한 그러한 군대의 지도자로서의 신뢰성도 평가받았다.
제1차 대륙회의 선언 및 결의안 중에는 비수입, 비소비, 비수출의 대륙 협회를 설립하기로 한 합의가 있었다. 이는 버지니아가 채택한 합의를 기반으로 했으며, 버지니아의 합의는 페어팩스 결의안을 기반으로 했다. 의회는 또한 식민지 민병대의 동원과 훈련을 촉구했는데, 이는 주지사의 전적인 특권에 해당하는 조치였다. 워싱턴이 부재하는 동안 페어팩스 카운티는 버지니아 최초의 독립 자원 민병대 중대를 허가 없이 설립했다. 불법적인 병력을 조직하기로 한 결정은 워싱턴이 필라델피아로 떠나기 전에 워싱턴과 메이슨 사이에 분명히 합의되었으며, 그 회사를 설립한 회의를 소집하고 의장을 맡은 것은 메이슨이었다. 워싱턴은 의회에서 돌아온 후 여러 카운티 민병대를 조직하고 장비를 갖추는 데 주도적인 역할을 했다.
페어팩스 카운티는 워싱턴, 메이슨 등이 18세에서 50세 사이의 모든 건강한 자유민으로 민병대를 확장하고 이를 재정적으로 지원하기 위해 세금을 징수할 것을 권고하면서 버지니아에서 가장 호전적인 카운티로 자리매김했다. 워싱턴이 전쟁 준비에 주도적인 역할을 하고 있다는 소식은 런던까지 전해졌으며, 버지니아와 펜실베이니아에서는 그의 이름이 대륙군에서 주요 직책과 연관되었다. 1775년 3월에 소집된 제2차 버지니아 회의에서 워싱턴은 버지니아 전체를 "방어 태세"에 두기 위한 병력 증강 및 보급을 담당하는 두 위원회에 참여했다. 이 회의는 또한 5월에 예정된 제2차 대륙회의에 버지니아를 대표할 대표들을 선출했다. 워싱턴은 투표에서 한 단계 상승하여 페이턴 랜돌프 의장에 이어 2위로 선택되었다.

## 워싱턴 장군

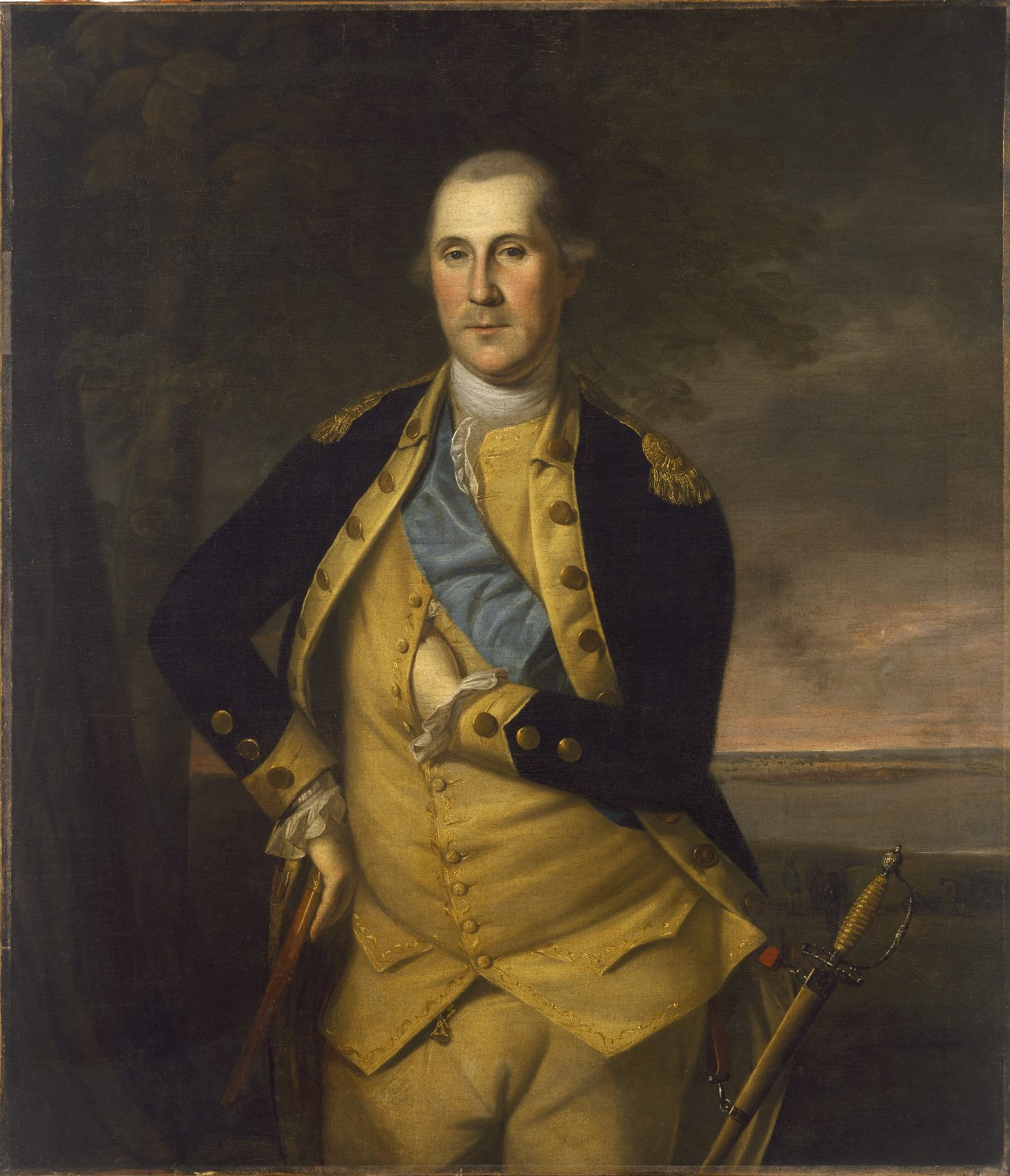
워싱턴 장군

1775년 4월 미국 독립 혁명이 시작된 렉싱턴 콩코드 전투에 이어 매사추세츠, 코네티컷, 로드아일랜드, 뉴햄프셔의 네 민병대군은 보스턴에 주둔한 영국군을 포위했다. 매사추세츠 민병대 사령관인 알테마즈 워드 장군이 작전의 총사령관이라는 묵시적인 합의가 있었지만, 식민지 군대는 각 주 의회로부터 명령을 받았다. 연합규약이 거의 무력한 연합회의를 설립한 1781년까지 전쟁 노력을 감독했던 제2차 대륙회의의 우선순위는 중앙 통제 하에 통일된 군대를 설립하는 것이었다. 의회에 제복 차림으로 참석하여 자신의 군사적 자격을 과시했던 워싱턴은 군사 계획에서 주도적인 역할을 했다. 그는 뉴욕의 방어 준비에 대해 조언하고, 식민지 간 보급 시스템 계획을 초안하며, 12개월 캠페인에 대한 재정 협정을 논의하고, 군대를 위한 규칙 및 규정을 초안하기 위해 조직된 4개의 위원회를 이끌었다. 6월 14일, 의회는 대륙육군 설립을 가결했다. 다음 날 의회는 만장일치로 워싱턴을 최고사령관으로 임명했다. 그는 급여를 거부하고, 경비 상환만 받겠다고 말했다.

### 공화주의자
직접 고안한 제복을 입고 제2차 대륙회의 회의에 참석함으로써 워싱턴은 민병대 자원병의 신사 지휘관으로 자신을 내세웠다. 뉴욕 지방 의회가 전문 상비군에 대한 광범위한 불신과 전쟁 후 그가 독재자가 될까 봐 우려를 표명했을 때, 워싱턴은 다음과 같이 답했다. "우리가 병사가 되었을 때, 시민을 버리지 않았습니다. 그리고 우리는 미국 자유의 확립...이 우리를 사적인 위치로 돌아갈 수 있게 하는 행복한 시간에 여러분과 함께 진심으로 기뻐할 것입니다..." 보스턴 외곽에 도착한 직후, 그는 매사추세츠 지방 의회에 "인류의 권리와 우리의 공동 조국의 복지를 지지하기 위해 사회적, 정치적 삶의 모든 안락함"을 희생하겠다는 의지를 밝혔다.
지휘권을 인수한 지 한 달 후, 워싱턴은 영국군 사령관 토머스 게이지 중장에게 영국군이 포로들을 대우하는 방식에 대해 항의하는 서한을 보냈다. 게이지는 국왕으로부터 부여받지 않은 어떠한 계급도 인정하지 않았고, 포로들을 "교수대에 매달릴" 반역자로 선언했다. 자신이 찬탈한 권위로 행동한다는 영국 장군의 비난에 워싱턴은 "용감하고 자유로운 백성의 부패하지 않은 선택에서 비롯된 것보다 더 명예로운 [sic] 것은 상상할 수 없다. 그것이 모든 권력의 가장 순수한 원천이자 근원이다"라고 답했다. 많은 활동가들에게 세금에 대한 항의로 시작된 일은 공화주의적 봉기로 변했다. 워싱턴의 진술은 전쟁 내내 그의 행동에 대한 선언문이었으며, 민간 권위에 복종하는 군대, 통치자의 의지에 응답하는 정부, 그리고 더 큰 선을 위한 희생이라는 공화주의적 이상에 대한 그의 헌신을 보여주었다. 펄링에 따르면, "그의 생애 처음으로 워싱턴은 자신의 이기심을 초월하는 이상에 진정으로 헌신했다...그는 국가의 이익과 승리에 집중하는 자기 희생적이고 아낌없는 전사 워싱턴 장군이 되었다."
워싱턴은 전쟁 내내 의회에 순종했지만, 군사 독재에 대한 두려움은 완전히 사라지지 않았다. 1781년 10월 요크타운 전투에서 승리한 후, 전쟁이 분명히 승리했음에도 불구하고 워싱턴이 평화 조약을 체결하고 영국군이 미국 영토를 떠나는 데 걸린 2년 동안 군대를 준비 태세로 유지하면서 그 두려움은 다시 커졌다. 1782년 5월, 워싱턴은 많은 장교들의 그가 왕이 되어야 한다는 의견을 담은 뉴버그 편지를 명확히 거부했으며, 1783년 3월 장교들이 평화 후 군대 해산을 거부하겠다고 위협했던 뉴버그 음모를 진압한 것은 국가에 종속되는 군대라는 공화주의 원칙에 대한 그의 헌신을 재확인시켰다.

### 국수주의자

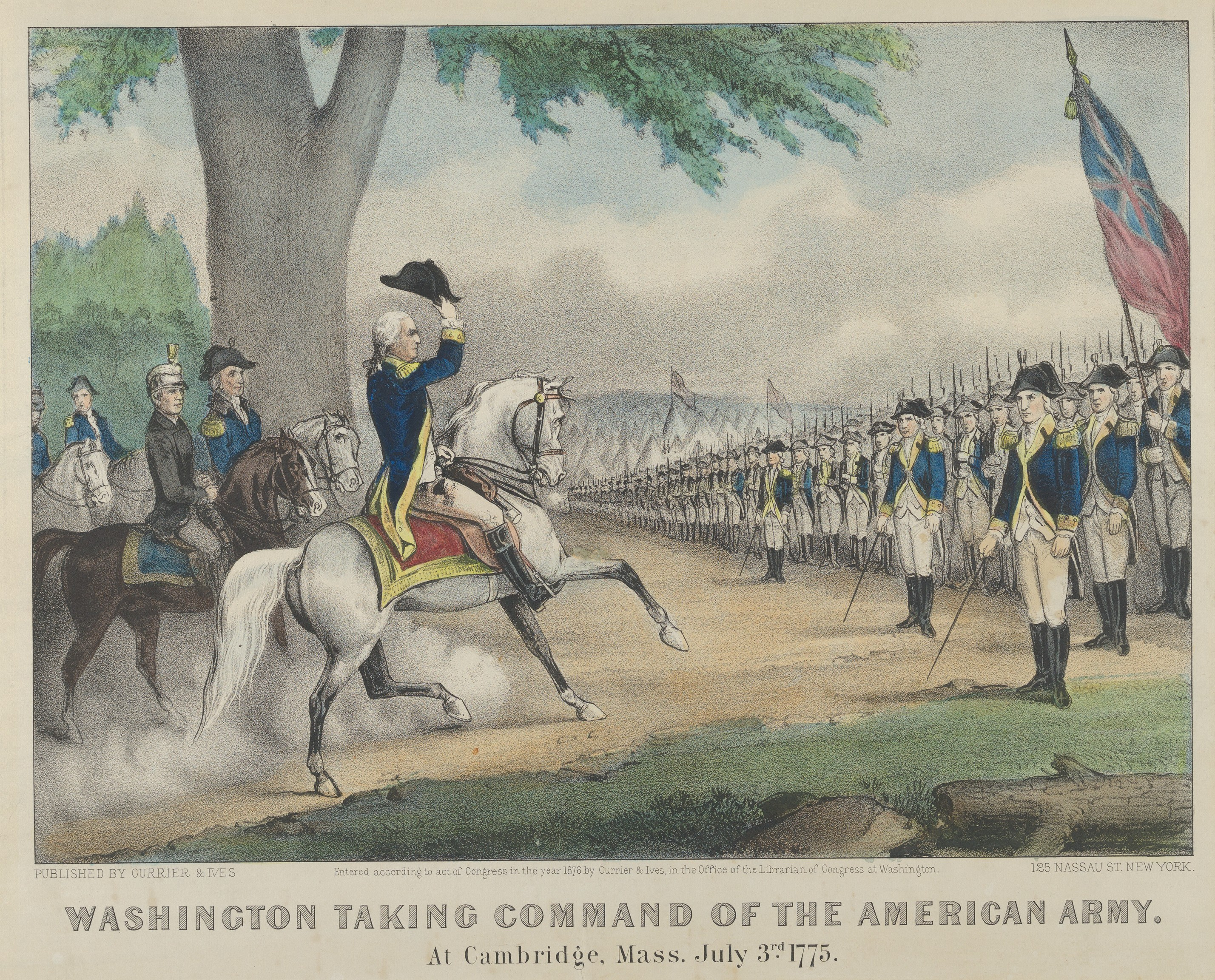
워싱턴, 대륙군 지휘권을 인수하다, 1775년

프렌치 인디언 전쟁에서의 워싱턴의 경험은 식민지들 간의 경쟁이 위험하다는 것을 드러냈다. 대륙군을 지휘한 첫 해에 그는 버지니아에 대한 그의 이전 충성심이 이제는 미국에 대한 충성심이 되었음을 보여주었다. 군대 제복을 표준화하려는 그의 열망은 지방색 구분을 없애려는 그의 의도를 나타냈다. 그는 동료 버지니아인에 대한 편파적인 모습을 피했고, 장교 임명권을 지방 정부에서 의회로 이전하려고 노력했다. 그의 성장하는 국수주의는 '나라'라는 단어를 개별 지방이 아닌 미국을 의미하는 것으로 바꾸어 사용하는 데 반영되었다.
1776년, 워싱턴은 새로운 영국군 사령관 제5대 하우 자작 윌리엄 하우 장군이 보낸 두 통의 편지를 "조지 워싱턴 경"이라고 주소로 썼기 때문에 받기를 거부했다. 그가 자신의 계급으로 불려야 한다고 주장함으로써, 그는 혁명가들이 단순히 반란을 일으킨 신민이라는 영국의 전제를 거부하고 있었다. 한 영국 특사는 워싱턴을 장군이라고 부름으로써 그에게 접근할 수 있었지만, 특사가 두 번째 편지를 다시 전달하려고 했을 때 워싱턴은 다시 거부했다. 이 사건은 워싱턴이 한 국가의 군대를 지휘하고 있음을 보여주었다. 그는 혁명이 영국으로부터 식민지 독립을 수립하는 투쟁일 뿐만 아니라 그 식민지들을 통합하여 미국이라는 국가를 형성하는 투쟁이라고 믿었다.

### 독립

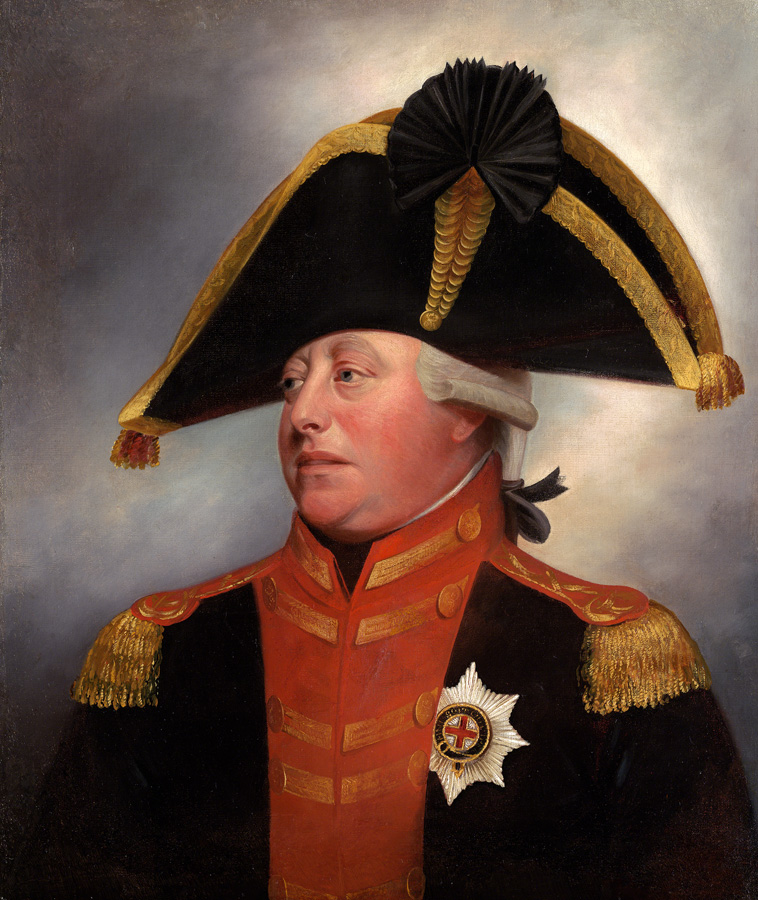
조지 3세 국왕

1775년 10월, 워싱턴은 의회 위원회와 군대 개편에 대해 협의했다. 그의 권고에 따라 채택된 조치 중에는 간첩 행위, 반란, 선동 행위에 대한 사형 선고가 포함되었다. 사형 집행은 독립 국가의 묵시적인 주권 행위였다. 한때 "나의 왕과 조국"에 봉사하려는 "칭찬할 만한 욕망"으로 무급으로 프렌치 인디언 전쟁에 참전했던 워싱턴은 이제 혁명을, 이 시점까지는 불만을 해소하기 위한 투쟁이었던 것에서 독립 전쟁으로 이끌고 있었다. 위기 내내 혁명가들은 의회와 조지 3세 국왕을 구별했다. 국왕을 속이고 식민지를 억압하려 한 것은 국왕의 신하들이었고, 혁명가들은 국왕에게 불만 해소의 희망을 걸었다. 의회가 대륙육군 설립을 논의할 때조차도, 다수는 의회를 질책하여 관계를 회복하도록 국왕에게 청원하는 것을 지지했다.
워싱턴은 일찍이 1775년 2월에 국왕이 식민지 대의를 지지할 의지가 있는지 의심했지만, 11월까지는 내각과 국왕을 구별하는 데 신중했다. 영국군 장교로서 국왕의 위임을 받아 행동하던 게이지와의 교환 서신에서 그는 게이지가 행동하는 "그 신하들"을 콕 집어 언급했다. 국왕이 혁명가들이 독립을 목표로 한 공개 반란 상태이며, 무력으로 그 반란을 진압하겠다는 자신의 의지를 분명히 밝힌 1775년 10월 이후에야 국왕에 대한 혁명가들의 환상은 마침내 깨졌다. 혁명가들은 이전에 국왕의 내각에 돌렸던 모든 비난을 조지 3세 국왕에게 쏟아붓기 시작했다. 다음 해 식민지들이 미국 독립선언을 향해 나아가면서 워싱턴의 국수주의는 더욱 심화되었다. 그는 노골적으로 자신의 적을 내각군이 아닌 국왕군이라고 지칭하기 시작했으며, 왕당파에 대해 더 강경한 노선을 취하여 그들의 무장을 해제하고 반역자로 구금하는 것을 지지했다.

### 정치 투쟁가

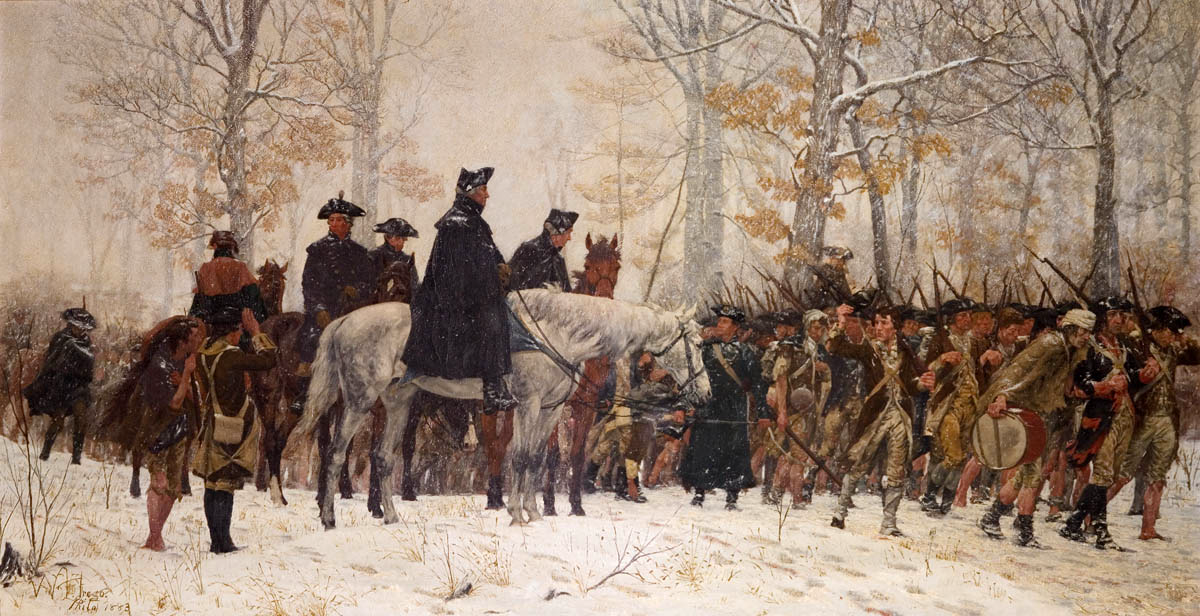
워싱턴이 군대를 이끌고 밸리 포지로 향하는 모습

1776년 말 뉴욕과 1777년 9월 필라델피아를 영국군이 점령하는 것을 막지 못한 워싱턴의 실패와 그의 전쟁 수행 방식은 의회와 그의 장교단 내부에서 최고사령관으로서의 능력에 대한 비판을 야기했다. 1777년 11월까지 그는 9월과 10월 새러토가 전투에서 큰 승리를 거둔 호레이쇼 게이츠 장군으로 자신을 교체하려는 의회 내 "강력한 파벌"에 대한 소문을 듣고 있었다. 워싱턴은 아일랜드 태생의 프랑스인이자 비판가로 알려진 토마스 콘웨이 장군이 육군 감찰관으로 임명된 것을 질책으로 여겼다. 워싱턴은 또한 토머스 미플린과 게이츠(이사회 의장을 맡음)를 포함한 세 명의 비판가들이 의회 전쟁 및 군수 이사회에 임명된 것에 대해 우려했다. 워싱턴은 군 지휘권을 자신에게서 빼앗으려는 음모가 있다고 확신했다.
1778년 1월, 워싱턴은 "악성 파벌"을 제거하기 위해 움직였다. 공개적으로 그는 무관심하고, 기만이나 야망이 없는 사람의 이미지를 내세웠다. 그는 의회에 자신의 지위 때문에 비판에 대응할 수 없다고 말했다. 그는 사임을 고려하고 있다는 소문을 부인하지 않고, 대중이 원한다면 물러날 것이라고만 밝혔다. 워싱턴은 군대 내 친구들이 자신을 대신하여 더 목소리를 낼 것이라는 것을 알았고, 때로는 그들이 위협을 서슴지 않기도 했다. 의회 내 워싱턴 지지자들은 워싱턴에 대해 의구심을 가졌다고 의심되는 의원들과 대립했고, 이로 인해 존 제이는 워싱턴을 공개적으로 비판하는 것이 너무 위험하다고 느꼈다. 1778년 2월, 미플린이 병참감직을 사임한 지 4개월 후, 의회는 그의 장부를 감사하기 시작했다. 이 조사는 거의 14개월 동안 계속되었지만, 아무런 혐의도 제기되지 않았다. 게이츠와 미플린 등이 제안한 캐나다 침공 계획(콘웨이가 주도적인 역할을 맡을 예정이었다)은 워싱턴 지지자들에 의해 워싱턴에 대한 음모의 일부로 묘사되었고, 군사적이라기보다는 정치적인 것으로 간주되어 결국 철회되었다. 워싱턴은 게이츠가 로드아일랜드에서 자신을 능가할 만한 또 다른 승리를 거둘 수 있는 지휘권을 맡는 것을 거부했으며, 게이츠가 이끌 캐나다 침공에 대한 후속 제안도 받아들이지 않았다. 그는 콘웨이의 신랄한 태도와 미국 병사들에 대한 경멸을 이용하여 의회를 그에게 등을 돌리게 함으로써 콘웨이의 사임을 유도했다.

### 필수불가결한 혁명가
1775년 말 단기 복무병들의 계약 만료로 군대가 해체되는 것을 본 워싱턴은 뉴욕 상실 후 의회를 설득하여 복무 기간 동안 모집된 병사들로 구성된 영구 상비군을 설립하게 했다. 모든 군사적 실패에도 불구하고, 워싱턴이 그 군대를 정면 승부에서 위험에 빠뜨리는 것을 꺼렸던 점과 1777~1778년 혹독한 겨울 동안 밸리 포지에서 군대가 해체되는 것을 막는 그의 기술(이 겨울에는 식량이 항상 부족했고 질병으로 인한 사망이 병력의 15%를 차지했다)은 1778년 초 프랑스가 동맹국으로 전쟁에 참전했을 때 여전히 전투에 나설 수 있는 군대가 존재하도록 보장했다. 워싱턴은 군대를 한데 모으고 승리와 독립에 대한 희망을 유지시키는 접착제였다. 그의 교묘한 정치적 투쟁 캠페인이 비판가들을 대체로 침묵시켰으므로, 워싱턴의 입지는 확고부동해졌다. 그는 1778년 진정으로 영웅적인 인물, 즉 "우리 연합의 중심"으로 부상했으며, 처음으로 "조국의 아버지"로 칭송받았다.

### 연방주의자
의회가 주들에게 병력을 모집하거나 제공하도록 강제할 수 없었던 것은 워싱턴에게 강력한 연방 정부의 필요성을 확신시켰다. 1777년 워싱턴은 전쟁 수행에 필요한 자원을 요청하기 위해 주들에게 회람을 보내기 시작했지만, 대륙육군은 전쟁 노력을 제대로 지원하지 못했기 때문에 여러 차례 해체와 기아에 직면했다. 1780년까지 워싱턴은 주들이 의회에 전쟁을 수행할 더 큰 권한을 양도하지 않으면 전쟁에서 패배할 것이라고 믿었다. 1783년 뉴버그 음모 이후, 그는 군대에 급여를 지급하기 위해 의회에 세금 징수 권한을 부여하도록 연합규약을 개정하자는 논쟁에 개입했고, 강력한 중앙 정부를 지지하는 전국적인 대중 앞에서 처음으로 연설했다.
워싱턴이 작성한 세 개의 위대한 국정 문서 중 두 개는 1783년에 연합에 관해 쓰였다. 첫 번째인 '평화 설립에 대한 소감'은 평시 상비군과 국가 법률이 정한 조직 및 훈련 기준을 따르는 주 민병대를 옹호했다. '주들에 대한 회람'에서 그는 강력한 국가 정부를 주장하며, "연합 공화국의 일반적인 문제를 규제하고 통치할 최고 권력이 있어야 한다"고 썼고, "주들이... 의회에 더 많은 권한을 위임하지 않는 한... 연합은 오래 지속될 수 없을 것"이라고 썼다. 자신의 경력을 홍보한다는 우려를 불식시키기 위해 워싱턴은 반복적으로 공직 생활에서 은퇴할 것을 서약했다. 군대에 대한 고별 연설에서 그는 다시 강력한 국가 정부의 필요성을 언급했으며, 12월 의회가 자신을 위해 베푼 만찬에서 그의 건배사는 "일반적인 목적을 위한 의회에 적절한 권한을"이었다. 워싱턴이 얻은 지역적 명성은 전국적, 심지어 국제적인 명성이 되었고, 그가 추구했던 영원한 명성은 연합의 생존과 불가분의 관계에 있었다. 그는 또한 강력한 중앙 정부 하의 연합이 서부를 개척하고 분열된 미국이 "유럽 정치의 놀잇감"이 되는 것을 막는 데 필요하다고 믿었다.

## 워싱턴 대통령

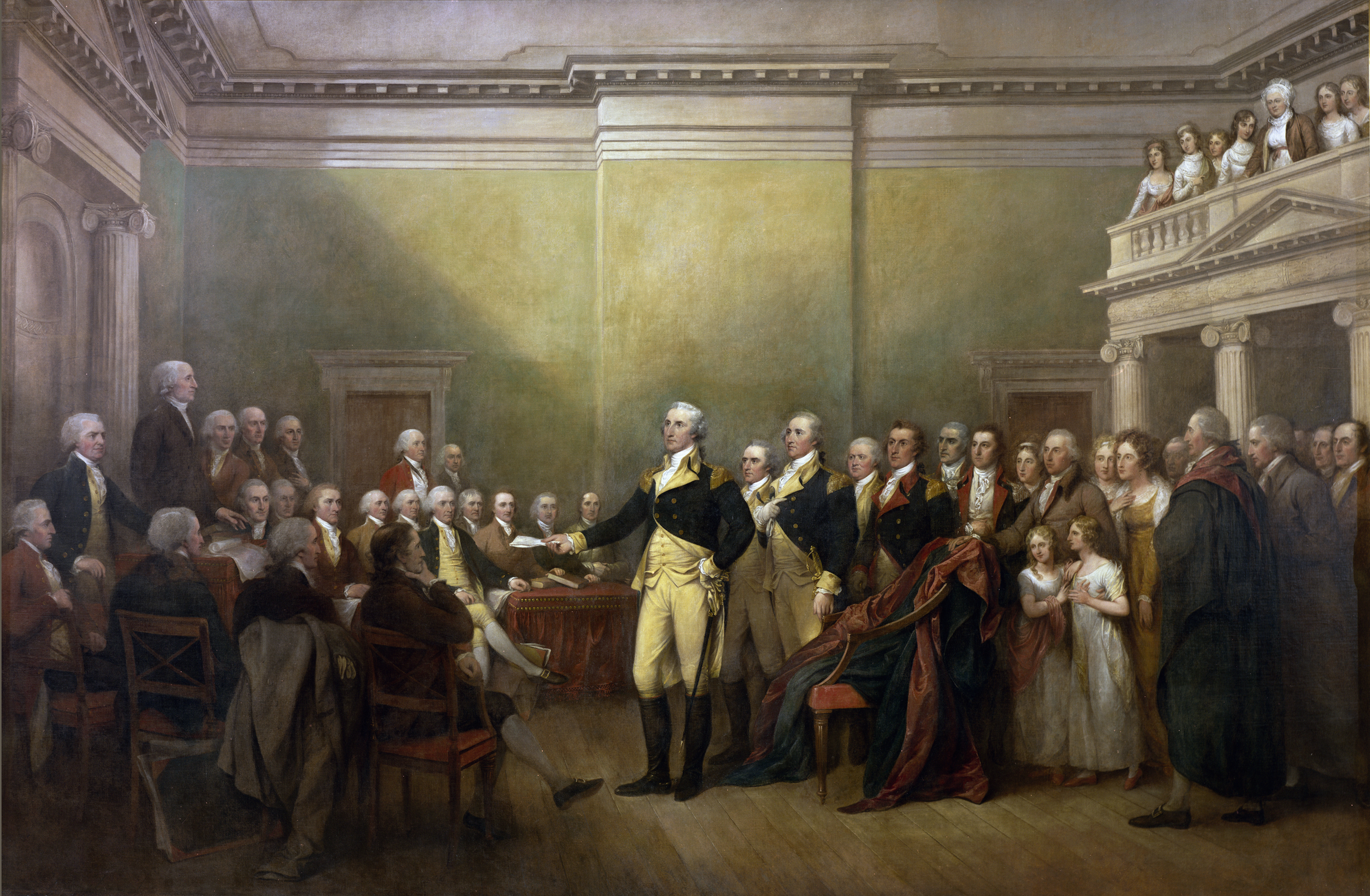
존 트럼불의 '조지 워싱턴 장군, 지휘권을 사임하다' (1824)

워싱턴은 1783년 12월 23일 지휘권을 사임했다. 그의 권력 포기는 그가 군대를 이용하여 정치적 권력을 주장하고, 토머스 제퍼슨이 나중에 썼듯이 "확립하려던 자유의 전복"을 영속시킬 것이라는 어떠한 두려움도 해소시켰다. 조지프 엘리스에 따르면, 이 행위는 워싱턴이 자신의 야망을 통달했음을, 즉 권력을 포기함으로써 자신의 명성을 높이고 공화주의에 대한 헌신을 보여주었음을 드러냈다.
개리 윌스는 워싱턴의 사임을 "교육적 극장"이라고 묘사한다. 윌스는 그것이 워싱턴이 주들에게 보낸 회람에서 강력한 국가 정부를 주장하는 논거에 도덕적 힘을 부여하기 위해 고안된 것이라고 주장한다. 워싱턴은 군대에서 형성된 대륙적 정체성과 그 단결이 군사적 상황의 성공적인 해결로 이어지는 것을 보았다. 그는 새로운 공화국의 전후 정치 상황에서 다음 위기를 보았고, 자신이 쌓아 올린 정치적 자본을 사임을 통해 확대함으로써 정부의 동일한 단결을 장려하기를 바랐지만, 결국 헛된 희망이었다.

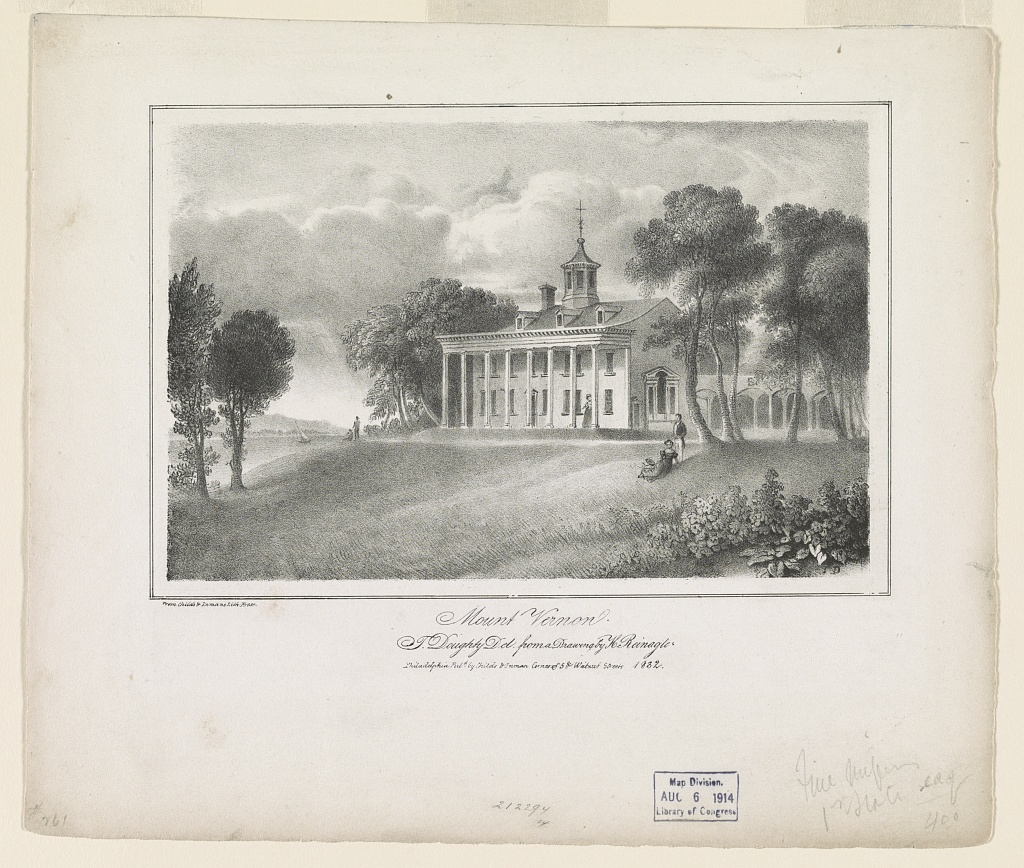
마운트 버넌

워싱턴은 "진영의 혼란과 공적 생활의 분주함에서 벗어나" 기뻐하며 마운트 버넌의 자신의 농장으로 돌아왔다. 아버지와 세 형제가 50세가 되기 전에 사망한 가족에서, 그는 곧 52번째 생일을 축하하게 될 것이었다. 그는 남은 생애를 평화롭고 조용하게 보내고 싶다고 공언했지만, 펄링에 따르면 "찬사에 흠뻑 젖어", 처노에 따르면 "그것을 견디며" 보냈다. 최초의 미국 유명인사 중 한 명인 워싱턴은 1784년 2월 프레더릭스버그 방문 시 환영을 받았고, 마운트 버넌에서 그에게 경의를 표하고자 하는 방문객들이 끊이지 않았다. 공적 문제는 그의 마음에서 완전히 떠나지 않았고, 그는 1787년 조지아의 한 공무원이 말했듯이 항상 "덕망 있고 유용한" "정치가이자 국정가"로 비치기를 바랐다. 그러나 그는 자신의 생애가 끝나가고 공직 경력이 끝났다고 믿고 자신의 사업 이익에 집중했다.
마운트 버넌으로 돌아온 지 1년 만에 워싱턴은 연합규약을 전면 개편해야 한다는 결론에 도달했지만, 그러한 정부가 필요하다는 것을 명확히 보여줄 위기가 발생하기 전까지는 여론이 강력한 중앙 정부를 받아들일 준비가 되어 있지 않다고 느꼈다. 그는 1786년 9월 13개 주 전체의 상업 규제를 합의하기 위해 소집된 애너폴리스 회의에 참석하지 않았다. 단 5개 주만이 대표를 보냈고, 유일하게 도달된 합의는 다음 5월 필라델피아에서 또 다른 회의를 개최하기로 하는 것이었다. 필라델피아 제헌회의는 상업을 넘어 연합규약을 개정하여 연방 정부를 강화하기 위한 계획을 마련하는 것이었다. 국수주의자들은 워싱턴의 지지가 필수적이라고 여겼다. 그의 참석은 모든 주에서 대표들이 참석하도록 장려하고, 회의에서 나올 어떠한 제안에도 무게를 실어줄 것이었다.

### 제헌회의

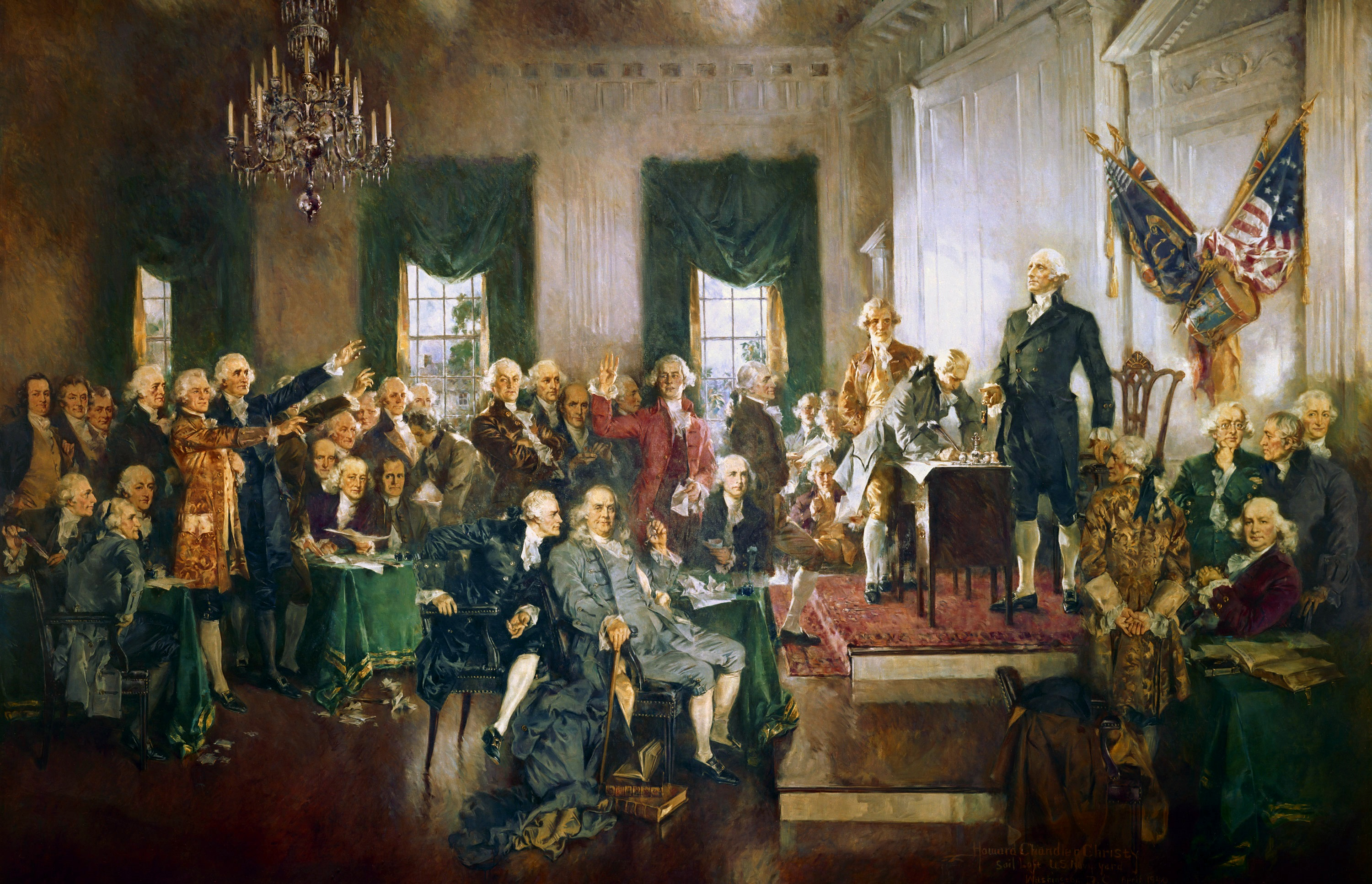
워싱턴, 제헌회의를 주재하다

1786년 말, 버지니아 주의회는 워싱턴을 7인 대표단의 수장으로 지명했다. 이는 그에게 여러 문제를 안겨주었다. 그는 이전에 5월 필라델피아에서 열릴 예정이었던 신시내티 협회 회의 참석을 정중하게 거절했는데, 이는 공화주의 원칙과 양립할 수 없는 조직으로 점점 더 인식되는 협회와 연관되는 것에 대한 불편함을 숨기기 위함이었다. 제헌회의에 참석하는 것은 그를 난처한 거짓말에 빠뜨릴 것이었다. 그는 자신의 명성을 손상시킬 수 있는 어떠한 것과도 연관되지 않으려 했고, 애너폴리스에서처럼 여러 주가 대표를 보내지 않으면 회의가 실패할까 봐 두려워했다. 그는 주 자율성을 침해할 수 있는 회의에 대한 반대 세력의 강력함과, 연합규약의 개정은 오직 의회에서만 시작될 수 있으므로 회의가 불법적이라는 점에 대해 우려했다. 워싱턴은 또한 자신의 참석이 1783년 공직에서 은퇴하겠다고 선언한 것과 모순되게 비칠까 봐 걱정했다.
워싱턴이 12월 21일 공식적으로 지명을 거부했을 때, 제임스 매디슨은 그에게 선택의 여지를 남겨달라고 요청했고, 워싱턴의 이름은 "내 바람과...요청에 반하여" 대표 명단에 남아 있었다. 국수주의자들이 그에게 참석을 요청하자, 워싱턴은 친구들에게 조언을 구했다. 합법성 문제는 1787년 2월 21일 의회가 "연합규약을 개정하는 유일하고 명시적인 목적을 위해" 회의를 승인하면서 해결되었다. 워싱턴은 셰이즈의 반란 사건에 영향을 받았는데, 그는 이 사건을 변화를 지지하는 여론을 자극할 위기로 보았다. 그는 또한 매디슨과 헨리 녹스로부터 회의가 충분한 영향력을 가지고 성공할 가능성이 있어 자신의 명성을 걸 만하다고 확신했다. 3월 28일, 워싱턴은 공식적으로 지명을 수락했다. 그는 회의가 소집되기 직전에 협회에 연설하기로 동의함으로써 신시내티와의 딜레마를 해결했다.
4개월 동안 워싱턴은 연합규약을 개정하라는 위임을 넘어 새로운 헌법을 마련한 회의를 주재했지만, 자신은 거의 기여하지 않았다. 그는 결국 합의된 제안, 즉 최근에 전복된 정부만큼 강력한 새로운 국가 정부를 만들도록 고안된 헌법에 만족했다. 새로운 헌법의 지지자들은 9개월 동안 주들이 헌법을 비준하도록 설득하는 캠페인에서 그의 이름을 크게 내세웠고, 그는 때때로 은밀히 지지하는 역할을 수행하며, 메릴랜드의 비준 과정에 "스스로 고백하듯이" 개입하기까지 했다.

### 대통령직

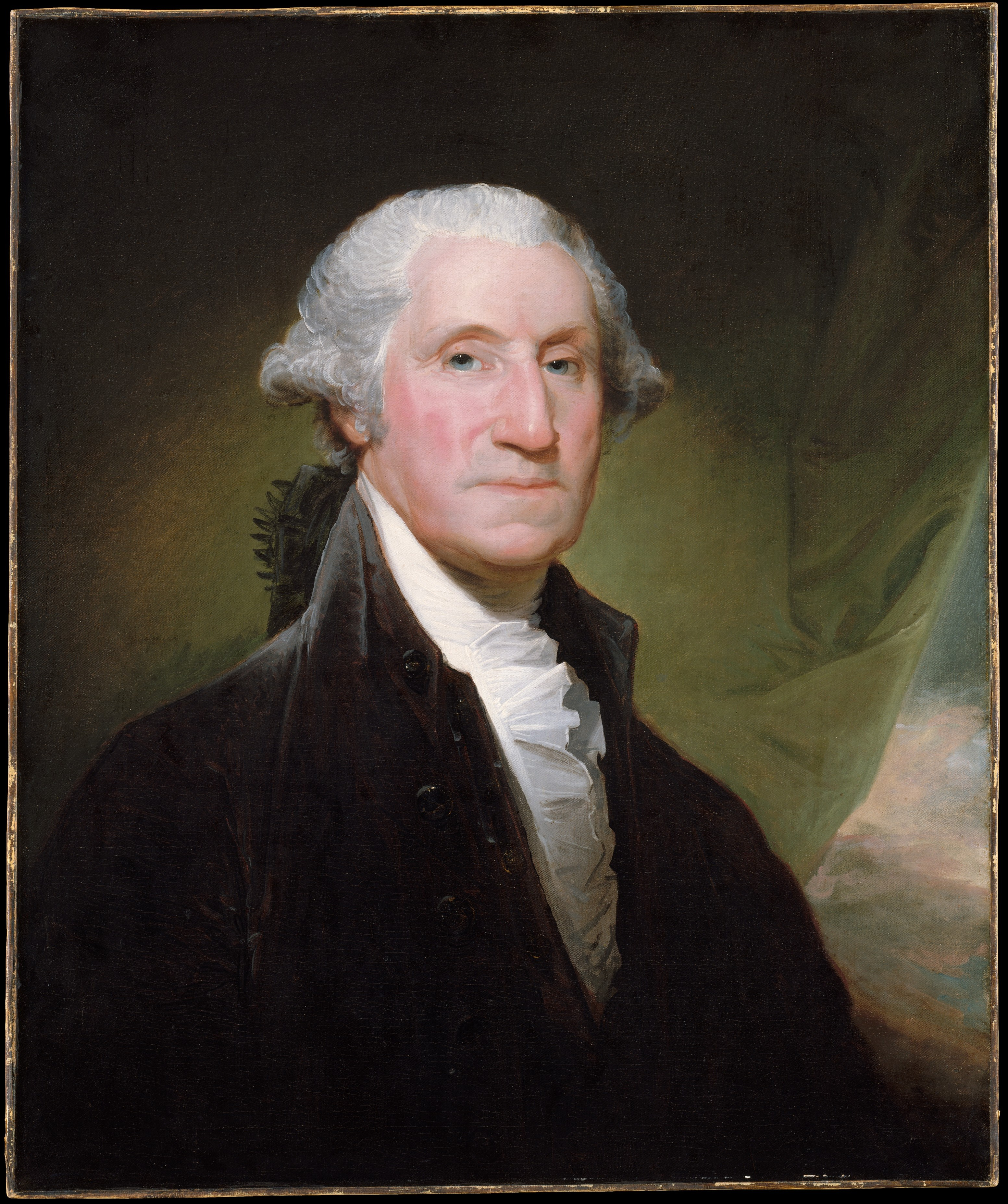
길버트 스튜어트가 1795년에 그린 조지 워싱턴 대통령

1788년 6월 새 헌법 채택이 확실해진 후, 워싱턴에게 대통령직을 수락해 달라는 요청이 빗발쳤지만, 그는 1789년 1월에야 수락했다. 그는 4월에 공식적으로 선출되어 최초의 미국 대통령이 되었으며, 만장일치로 선출된 유일한 대통령이다. 그의 취임 연설은 그의 정치적 의제에 대한 통찰력을 거의 제공하지 않았다. 그의 사적인 서신에 따르면, 그의 의제는 두 가지 우선순위로 구성되었던 것으로 보인다: 재정적 책임 회복과 새로운 국가 정부의 신뢰성 확립이다.
워싱턴은 새 정부를 안정으로 이끌고 은퇴하기에 충분한 2년만 재임하길 바랐지만, 그는 4년 임기 전체를 채웠다. 그는 알렉산더 해밀턴이 매디슨과 제퍼슨과 싸우면서 새 공화국의 방향을 설정하는 데 있어 점점 더 당파적으로 변해가는 행정부를 주재했다. 첫 임기 마지막 해에 그는 은퇴에 대해 자주 이야기했다. 그는 환갑이 되었고 건강이 나빠지고 있었다. 그는 친구들에게 대통령이 되는 것을 즐기지 않는다고 말했으며, 또 다른 임기를 수행하면 권력에 대한 탐욕이라는 비난을 받을 수 있다는 우려를 표명했다. 워싱턴이 두 번째 임기에 동의하게 된 것은 그가 없으면 연방이 지역 갈등으로 붕괴될 것이라는 두려움과 프랑스 혁명 전쟁이 미국 연합, 안보, 번영에 가하는 위협 때문이었다.
워싱턴의 두 번째 임기에는 연방당과 민주공화당으로의 정치 심화가 나타났다. 프랑스 혁명 전쟁에서 미국의 중립을 보장하려는 그의 시도는 전례 없는 수준의 비판을 불러일으켰다. 영국과 제이 조약을 체결한 후, 이 조약이 미국에 거의 이점을 주지 않았음에도 불구하고, 워싱턴은 민주공화당 언론으로부터 "가장 큰 부를 가진 소수의 가장 큰 선"을 선호하는 "폭군적인 괴물"로 비난받았다. 토머스 페인은 1796년 조지 워싱턴에게 보낸 편지에서 대통령의 군주적 통치 방식을 공격하고, 그가 혁명 이상을 배신하고 연방당 편에 서서 영국식 권위를 모방했다고 비난했으며, 혁명 전쟁에서의 그의 기록을 폄하했다.

### 정치와의 작별
나이가 들고 건강이 나빠지며 언론의 공격을 받으면서 워싱턴의 두 번째 임기는 마지막이 될 수밖에 없었다. 대통령으로서의 마지막 날들은 끊임없는 사교 모임으로 가득했는데, 그는 자신의 업적에 대한 찬사에 흠뻑 젖었지만, 일부 민주공화당원들은 "조지 워싱턴 – 1787년까지, 그리고 더 이상은 아니다"라고 건배했다. 의회에 대한 그의 마지막 연설은 확장된 연방 권한을 요구했으며, 재임 기간 동안 비당파적인 모습을 보이려 했던 그의 노력과는 모순되는 연방주의적 경향을 드러냈다. 그의 고별 연설의 주요 요점은 유능한 연방 정부가 미국 혁명의 적절한 성취이자 미국 독립이 지속될 수 있는 수단이라는 그의 믿음이었다. 1797년 3월, 워싱턴은 다시 마운트 버넌으로 은퇴하여 자신의 사업에 몰두했다. 그는 1798년 프랑스 침공에 대한 우려 속에 기존 군대와 함께 창설된 임시 육군의 지휘관으로 마지막으로 공직을 맡았다. 그는 1799년 12월 14일 마운트 버넌에서 사망했다.

## 유산

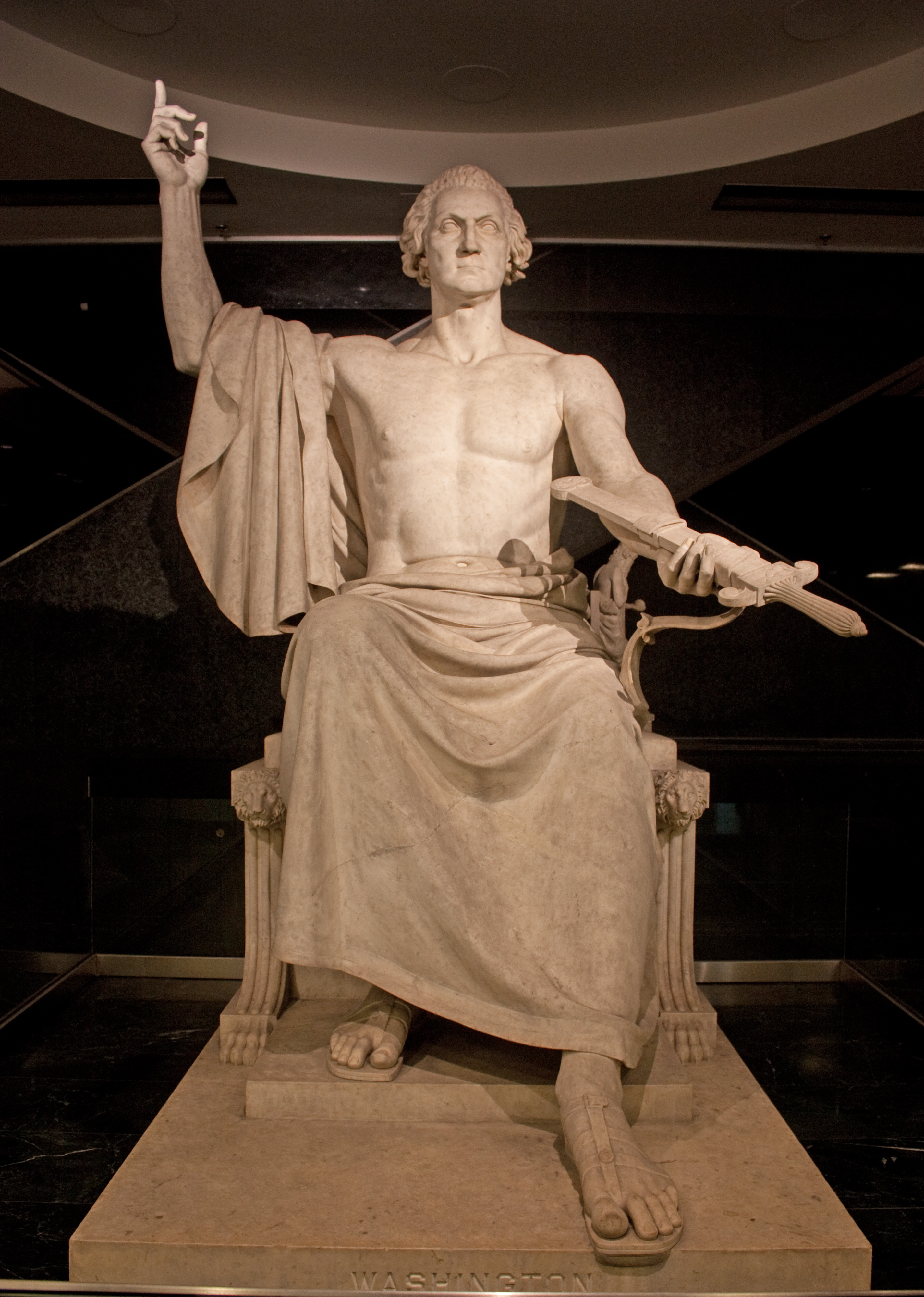
호레이쇼 그리노의 '조지 워싱턴' (1840)

워싱턴은 사망 후 "국민이 요구할 때만 권력을 잡았다", "야심 없이 권력을 휘둘렀다", "개인적인 야심이 없는 애국자"로 찬양되었다. 고든 우드는 워싱턴의 대륙육군 최고사령관직 사임이 "그의 생애에서 가장 위대한 행동이자 그에게 가장 큰 명성을 안겨준 행동"이라고 결론짓는다. 이는 워싱턴에게 폭넓은 찬사와 서부의 킨키나투스라는 역사적 위치를 안겨준 행위인데, 루키우스 퀸크티우스 킨키나투스는 전설에 따르면 기원전 5세기 로마의 적들을 물리친 후 권력을 포기하고 농장으로 돌아간 로마 군사 지도자였다. 워싱턴은 킨키나투스의 전설을 알고 있었고, 윌스는 그가 의식적으로 이 비유를 홍보했다고 제안한다. 우드는 워싱턴의 권력 포기가 정치에 무관심한 사람의 이미지에 부합했다고 썼다. 펄링은 워싱턴이 무관심하기는커녕 너무나 완벽한 정치가여서 "지난 두 세기 동안 미국의 모든 공무원 중에서 자신만이 정치가가 아니라고 다른 사람들을 설득하는 데 성공했다"고 주장한다.

### 야망
롱모어에 따르면, 워싱턴의 명예에 대한 야망은 평생 동안 발전기처럼 그 안에서 회전했다. 펄링은 워싱턴의 야망을 명성, 권력, 부, 성공에 대한 자신의 발전에 대한 집착뿐만 아니라 조국에 대한 야망으로 특징짓는다. 조지 메이슨 대학교 명예 역사학과 교수이자 마운트 버넌 조지 워싱턴 학자 위원회 위원인 피터 R. 헨리크스는 워싱턴의 명예와 영광에 대한 깊은 야망에 대해 썼다. 마운트 버넌의 전 기록관이자 헌팅턴 도서관의 미국 역사 원고 큐레이터인 존 로드햄멜은 명예의 주제를 반복하며 워싱턴의 야망을 당대 풍습의 맥락에서 설명한다. "...조지 워싱턴의 야망은 그의 시대의 독특한 고귀한 열망이 되었다. 그의 위대한 동시대인들처럼, 워싱턴은 무엇보다도 명예로운 사람으로서 지속적인 명성을 의미하는 명성을 열망하게 되었다."
펄링은 프렌치 인디언 전쟁에서 워싱턴을 "영광에 미친" 인물로 묘사하며, 주먼빌 공격은 자신의 용기를 증명하고 갈망하던 명성을 얻으려는 워싱턴의 욕구에 의해 동기 부여되었다고 결론짓는다. 일부 기록에 따르면, 워싱턴은 전투 후에도 오하이오 포크스 진격을 계속했다. 롱모어에 따르면, 이는 부분적으로 모든 병력의 총사령관으로 임명된 제임스 인스 대령이 도착하여 지휘권을 인계받으면 워싱턴이 더 이상의 명예를 얻을 수 없을 것이라는 우려에 의해 야기된 무모함이었다.
명예와 명성에 대한 워싱턴의 야망은 대륙육군 최고사령관 임명을 수락하는 그의 결정에 크게 작용했다. 그 직책은 그에게 더 많은 군사적 영광과 대중적 인정을 얻을 기회를 주었고, 롱모어는 그의 "존경에 대한 갈망"이 "역사적 불멸성을 향한 탐구"가 되었다고 썼다. 펄링은 워싱턴의 개인적 동기를 예리한 역사 의식에 기인한다. 워싱턴은 13년 전에 마지막으로 입었던 제복을 입고 필의 초상화를 위해 포즈를 취할 때 자신이 남기고 싶었던 유산을 보여주었다. 대륙육군의 지휘권은 그에게 더 큰 무대에서 더 큰 대의를 위한 더 많은 찬사를 얻을 수 있게 했다.
우드는 워싱턴이 평생 동안 자신의 야망을 무관심한 이미지로 위장하는 데 신경 썼고, "비열하고, 비열하고, 탐욕스럽거나, 지나치게 야심적"으로 보이지 않기 위해 강박적으로 신경 썼다고 주장한다. 엘리스에 따르면, 그러한 태도는 공개적으로 직책을 추구하는 것이 야망을 통제하지 못함을 나타내고 따라서 그 직책을 가질 가치가 없음을 드러내는 시대에 흔한 것이었다. 처노는 워싱턴이 1755년 처음 시민 의회 선거를 고려할 때 그의 형 존에게 보낸 지침에서 드러난 "교활한 정치적 스타일"에 주목한다. 그들은 워싱턴의 "야심 있는 사람들은 자신의 진짜 모습을 숨기고, 침묵에 잠겨, 자신의 야망을 사람들에게 알리지 않아야 한다"는 믿음을 보여주었다. 펄링은 권력을 탐내는 사람으로 비치지 않으려는 워싱턴의 우려가 1787년 제헌회의 참석을 주저하게 만든 한 가지 요인이었다고 추측한다. 그 회의는 자신이 차지하리라는 것을 알고 있었던 대통령직을 만들 것이었기 때문이다. 엘리스는 대륙육군 지휘관으로 임명된 때부터 워싱턴이 자신의 야망을 인정하는 데 어려움을 겪었고, 자신이 "자신의 영혼 내부가 아닌 외부로부터" 공직에 소환되었다고 스스로를 설득해야 했다고 믿는다.

### 명성
프렌치 인디언 전쟁에서 명성을 확보한 후, 워싱턴에게 "현재 나의 행복의 주된 부분을 구성하는 것, 즉 조국이 나에게 명예를 준 것으로 기꺼이 여긴 존경과 주목"을 보호하는 것이 중요했다. 최고사령관으로 임명되던 날 밤, 그는 패트릭 헨리에게 "제가 미국군 지휘관으로 취임하는 날부터, 저의 몰락과 제 명성의 파멸이 시작됩니다"라고 말했다. 우드에 따르면, "1783년 이후 그의 많은 행동은 유덕한 지도자로서의 자신의 명성에 대한 이러한 깊은 관심으로만 이해될 수 있다."
워싱턴은 자신이 후세에 어떻게 기억될지에 깊은 관심을 가졌다. 이미 자신의 혁명 전쟁 문서를 전사하도록 조치했던 그는 1783년에 그 문서들을 마운트 버넌으로 옮겼다. 1787년 워싱턴은 그의 전 보좌관 데이비드 험프리스를 마운트 버넌에 거주하며 공식 전기를 쓰도록 초대했다. 험프리스를 선택하고 영접하는 것은 워싱턴이 충성스러운 추종자의 작업을 관리할 수 있게 해주었다. 워싱턴은 첫 초고를 읽고 수정하여 프랑스-인디언 전쟁 중 자신의 실패가 미화된 수정주의 역사서를 만들었다. 워싱턴은 요크타운에서의 승리로 이어진 자신의 결정에 대해 쓰여질 것이라는 것을 알면서도 역사서를 쓴 사람에게 보낸 편지에서 워싱턴 요새를 방어하기 위한 비참한 결정이 의회의 책임이라고 거짓으로 비난하며 자신의 이익을 위해 역사를 왜곡했다.
자신의 명성을 보호하려는 욕구는 워싱턴이 1787년 제헌회의에 참석하기로 최종 결정한 요인 중 하나였다. 수락하기 9일 전, 그는 녹스에게 자신의 부재가 공화주의에 대한 태만으로 비춰져 명성을 손상시킬까 봐 우려된다고 인정했다. 이에 녹스는 워싱턴이 분명히 회의 의장으로 선출될 것이며, 불완전한 결과가 어느 정도 그의 명성을 손상시킬 수 있지만, 성공적인 결과는 그에게 "영광스러운 공화주의적 별명인 '조국의 아버지'라는 칭호를 두 배로 부여할 것"이라고 말했다. 자신의 명성을 보호하려는 동일한 관심은 은퇴에 대한 간절한 바람에도 불구하고 워싱턴이 두 번째 대통령 임기를 수행하기로 결정한 요인이기도 했다.

### 정치적 무관심
1761년 시민 의회에 재선된 후, 워싱턴은 방문객에게 "나는 정치에 거의 관여하지 않는다"고 말했다. 롱모어에 따르면, 이는 정치적 무관심을 보이는 당대 도덕률을 반영한 것이며, 워싱턴이 꺼려하는 정치가였다는 신화의 기원이다. 워싱턴은 민병대 지구 부관, 특사, 버지니아 연대 중령 등 직책을 적극적으로 구하면서 경력을 시작했다. 그는 브래독의 참모 자리를 확보할 때 약간 다른 방식을 채택했는데, 처음에는 접근하고 나서 친구들이 자신의 주장을 지지하도록 허락했다. 그의 후속 임명은 부적합함과 꺼려함을 표명한 후 다른 사람들의 간청으로 마침내 동의하는 특징을 보였다. 이러한 접근 방식은 1755년에 워싱턴이 버지니아 연대 지휘관 임명을 적극적으로 구하지 않았을 때도 분명히 나타났다. 그는 한 친구에게 "...나는 이 임무에 부적합합니다...그것은 내가 가진 경험보다 더 많은 경험을 필요로 합니다..."라고 썼다. 다른 친구에게는 임명에 관심이 있지만, 직접 구하지 않고 자신에게 제안되기를 선호한다고 고백했다. 어머니에게는 "만약 지휘권이 나라 전체의 목소리에 의해 나에게 강요된다면" 거부하는 것은 불명예스러운 일이라고 썼다.
롱모어에 따르면, 이것은 워싱턴이 자신의 영향력과 권위를 증가시키는 데 사용한 기술이었으며, "더욱 정교하고 미묘한 방식으로" 대륙육군, 제헌회의, 그리고 두 차례의 대통령직이라는 높은 직책에 선출되는 데 기여했다. 처노는 워싱턴의 연대 지휘관 임명이 "불미스러운 권력에 대한 조급함의 어떤 모습도 없앴다"고 썼으며, 워싱턴이 1758년 시민 의회 선거 운동을 직접 하지 않기로 한 결정은 부분적으로 "권력을 너무 분명히 드러내지 않음으로써 권력을 추구하는 미묘한 기술을 직감하기 시작했기 때문"이라고 설명한다.

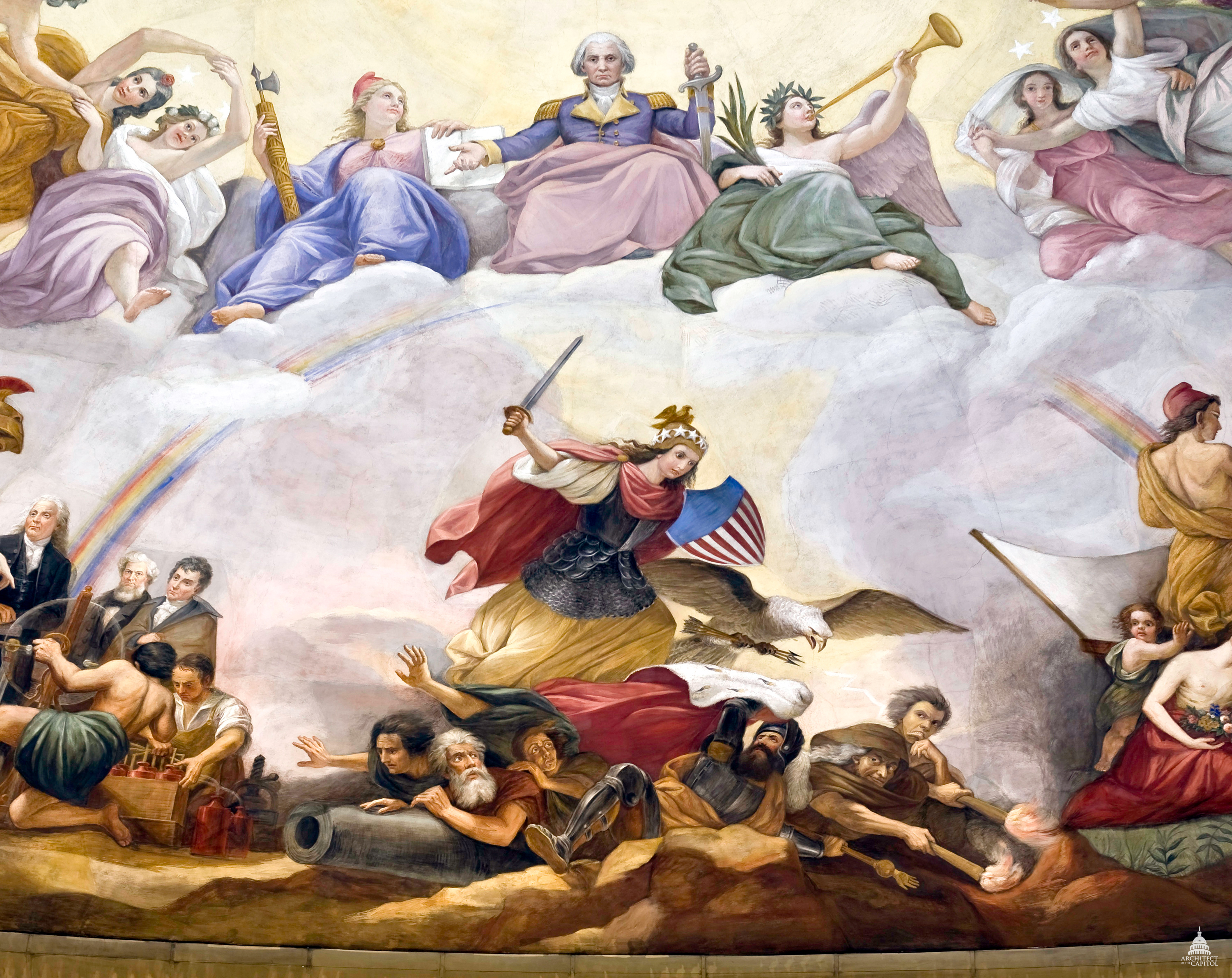
콘스탄티노 브루미디의 '워싱턴의 신격화' (1865)

워싱턴은 1775년 최고사령관 직책을 직접 구하지 않았으며, 자신이 "많은 간청" 후에야 받아들인 직책이라고 주장했다. 처노에 따르면, 그의 임명은 "워싱턴 경력의 특징... 그는 권력을 추구하지 않고 권력이 자신에게 오도록 내버려 두었다... 1775년경 그는 권력을 얻는 방법, 유지하는 방법, 휘두르는 방법에 대한 뛰어난 감각을 가지고 있었다"는 것을 보여주었다. 펄링은 워싱턴이 고귀하고 무관심한 애국자로서 "인물을 창조했다"고 썼다. 롱모어에 따르면, 워싱턴의 항변과 급여 거부는 권력 남용에 대한 최선의 방어책으로 자기 희생과 공공의 미덕을 강조하는 컨트리 당 이데올로기에 뿌리를 두고 있었다. 오직 야심이 없는 독립적인 부를 가진 사람들만이 권력에 의해 부패하지 않을 것이라고 신뢰할 수 있었다. 그러한 이미지를 가꾸면서 워싱턴은 자신이 원하는 직책에 이상적인 후보임을 내세웠다.
1787년 제헌회의에 워싱턴이 대표로 선출될 때도 같은 패턴이 나타난다. 2년 후 취임했을 때 워싱턴은 회의 지명이 "내 명시적인 바람과 반대되는...그 어떤 때보다도 나의 당혹감과 망설임이 극심하고 괴로웠다"고 썼다. 워싱턴이 마침내 지명을 수락했을 때, 그는 자신이 비자발적으로, 그리고 친구들의 간청으로 그렇게 했다고 밝혔다. 처노에 따르면, 그의 망설임은 워싱턴이 "자신이 운명, 친구, 또는 역사적 필연성에 의해 마지못해 끌려가는 것처럼 보이게" 만들었고, 따라서 "역사의 부름에 응답하는 겸손한 역할로 자신을 내세웠다"는 것을 가능하게 했다. 그러나 처노는 또한 워싱턴의 망설임의 가능한 이유로 회의가 그를 마운트 버넌에서 멀어지게 할 일련의 사건들을 시작할 것이라는 그의 우려를 나열한다. 엘리스는 워싱턴이 회의에 참석하기로 한 결정이 은퇴를 즐기던 늙은 군인이 마지못해 고뇌하며 내린 결정이었다고 주장한다.
1789년 마침내 대통령직을 수락하면서 워싱턴은 다시금 처노에 따르면 "공적인 봉사의 거부할 수 없는 부름에 의해 사적인 삶에서 마지못해 끌려 나오기를 선호했다"고 밝혔으며, 공개적으로는 공적 생활이 자신에게 "매력적인 매력"이 없으며 마운트 버넌에서 여생을 보내는 것을 선호한다고 반복적으로 표현했다. 펄링은 워싱턴의 망설임 주장이 완전히 거짓은 아니지만, 그것은 "주로 연극"이었으며, 개인적인 이익을 전혀 품지 않고 오직 조국의 부름에 응답하는 사람의 이미지를 제시하여 그의 정치적 권위를 높이려는 의도였다고 썼다. 헨리크스는 다른 결론에 도달하며, 노년의 워싱턴은 진정으로 대통령직을 맡기 꺼려했다고 썼다. 그 직책은 워싱턴이 얻은 명성과 명성을 약화시킬 뿐이었지만, 그는 직무의 부름을 받아들임으로써 얻을 공적인 존경을 무시할 수 없었고, 거부함으로써 자신의 명성을 손상시킬 위험을 감수할 수도 없었다. 엘리스는 워싱턴이 취임 전날 "사형장에 가는 범인처럼" 느꼈다고 쓴 워싱턴의 말을 인용하며, 워싱턴이 "[대통령직을] 피하기 위해 인간적으로 가능한 모든 노력을 다했지만, 그는 다시 한번 역사의 선택된 도구였다"고 썼다.

## 내용주
1. ↑  식민지 버지니아는 왕령 식민지였다. 왕실이 임명한 총독과 회의로 구성된 양원제 의회에 의해 통치되었으며, 대부분의 권한은 총독과 회의에 있었다. 또한 민선 시민 의회가 있었다.[4]
2. ↑  네세시티 요새 전투 후 체결된 항복 조항에서 워싱턴은 프랑스인들이 외교 임무 중이었다고 주장한 조제프 쿨롱 드 주먼빌을 주먼빌 글렌 전투에서 암살했음을 인정했다. 항복 조항은 존 허스크(전 보스턴 상인이자 미래의 영국 의원[28][29])에 따르면 "영국 신민이 서명한 가장 악명 높은" 문서였다.[30][31] 워싱턴은 자신이 암살을 고의로 승인하지 않았을 것이라고 주장했다. 그는 자신의 통역사인 제이콥 반 브람이 영어 실력이 좋지 않았고, 반 브람이 '암살'이라는 단어를 '죽음' 또는 '손실'로 잘못 번역하기 위해 배신 행위를 했다고 암시했다.[30][31][32]
3. ↑  포브스가 뒤켄 요새로 향하는 경로는 그 경로를 따라 있는 토지 소유자들에게 경제적 이점을 가져다줄 것이었다. 버지니아 주민들은 워싱턴이 개척하고 브래독이 사용했던 기존 경로를 주장했고, 펜실베이니아 주민들은 자신들의 영토를 통과하는 새롭고 더 북쪽 경로를 주장했다. 워싱턴은 새 경로가 겨울 전에 완료될 수 없다는 근거로 버지니아 대의를 지지했지만, 포브스는 그가 자신의 재정적, 정치적 이익을 위해 행동한다고 의심했고, 군사적 고려에 따라 펜실베이니아 경로를 선택했다.[57]
4. ↑  워싱턴은 1754년 12월 형의 미망인에게서 마운트 버넌을 임차했고, 1761년 그녀의 사망으로 상속받았다.[66]
5. ↑  1769년 워싱턴은 행정 위원회와 버지니아의 새로운 총독인 보테투르 경에게 토지 보상 약속 이행을 청원하면서 모논가힐라 강과 카나와 강을 따라 two hundred천 에이커 (eight hundred and ten 제곱킬로미터)의 토지를 제안했다. 토지가 위치한 오거스타 카운티의 측량사가 너무 바쁠 것이므로, 그는 측량을 완료할 다른 사람을 임명해야 한다고 제안했다. 그의 제안이 받아들여지자, 그는 윌리엄 크로퍼드를 측량사로 임명하도록 성공적으로 촉구했는데, 2년 전 워싱턴은 크로퍼드에게 현재 할당된 토지에 대한 비밀 측량을 의뢰했었다. 워싱턴은 1770년 크로퍼드와 함께 초기 탐사 여행에 동행하며 가장 좋은 토지에 대한 기록을 남겼다. 크로퍼드가 측량을 완료했을 때, 그는 다른 장교들에게 알리지 않고 워싱턴과 상의한 후 결과를 행정 위원회에 제출했다. 워싱턴은 그 후 장교들과 만나 다양한 토지 사이에 품질 차이가 없다고 확신시킨 후 토지를 어떻게 분배할지 합의했다. 행정 위원회는 그들의 권고에 따라 특정 토지를 할당했다. 이런 방식으로 18명의 장교들은 딘위디가 원래 병사들에게만 주려 했던 보상 토지의 7/8을 자신들의 것으로 확보했으며, 병사들은 이 과정 내내 자문받지 못했고, 워싱턴은 자신을 위해 가장 좋은 토지를 확보했다. 일부 병사들은 자신들의 토지가 쓸모없다는 것을 알게 되자 불평했고, 일부 장교들은 자신들의 토지를 처음 보고 "크게 실망했다".[80] 워싱턴은 자신의 주도와 노력이 없었다면 토지 증여도 없었을 것이라고 주장하며 자신의 행동을 옹호했다.[81][82]
6. ↑  펄링은 처노와 마찬가지로 워싱턴이 자신보다 낮은 계급의 사람들에게 종속되어야 했던 영국 군사 시스템에 대한 좌절을 인용한다. 그는 또한 워싱턴이 라우던과 같은 영국 관리들로부터 받은 대우에서 느꼈을 모욕감, 프렌치 인디언 전쟁 동안 버지니아의 안보가 버지니아의 전략이 아닌 영국의 전략에 의해 결정되었다는 사실, 런던이 식민지가 아닌 인도 외교를 통제했다는 사실, 오하이오 영토가 영국 이익을 위해 영국 시간표에 맞춰 영국 조건으로 정착지에 개방되었다는 사실, 그리고 의회가 식민지를 위해 모든 제국 무역 규칙을 만들었지만 식민지인들은 영국 정책에 대한 대표권이나 발언권이 없었다는 사실을 논한다.[103]
7. ↑  역사가들은 워싱턴이 결의안을 만드는 데 어떤 역할을 했는지에 대해 의견이 다르다. 일부는 메이슨을 단독 저자로 인정하고, 다른 이들은 워싱턴이 메이슨과 협력했다고 주장한다.[118]
8. ↑  워싱턴은 페어팩스 민병대를 지휘하는 것 외에도 프린스윌리엄, 포퀴어, 리치먼드, 스포트실베이니아 카운티 민병대 지휘권을 수락했다. 그는 알렉산드리아 민병대를 훈련시키고, 캐롤라인 및 아마도 라우던 카운티 민병대가 화약을 얻는 것을 도왔으며, 필라델피아에서 훈련 매뉴얼, 무기 및 제복 품목을 주문했다.[130][128]
9. ↑  별도의 주군대를 운영하는 문제점은 다양하고 잘 알려져 있었다. 뉴잉글랜드 주는 장기 포위 작전을 수행할 자원이 없었다. 그들은 뉴잉글랜드가 전쟁 노력의 주요 부담을 짊어지는 것이 불공평하다고 생각했고, 갈등은 모든 주가 자금을 조달하고, 병력을 모집하며, 보급하는 군대에 의해 치러져야 한다고 믿었다. 뉴잉글랜드 외부에는 뉴잉글랜드 군대에 대한 약간의 불신이 있었다. 5월에 열린 제2차 대륙회의에 참석한 의원들은 매사추세츠와 코네티컷 민병대가 허가 없이 뉴욕으로 진군하여 타이콘데로가 요새를 점령한 것을 용납할 수 없다고 여겼다.[135][136]
10. ↑  롱아일랜드 전투에서 패배한 후 워싱턴은 적을 결정적인 대규모 전투로 격파하기보다는 회피와 기습 공격을 통해 적을 소모시키는 파비우스 전략을 채택했다.[160]
11. ↑  사실 의회는 워싱턴의 해임을 전혀 고려하지 않았으며, 이 임명들은 워싱턴을 겨냥한 것이 아니라 군대 개혁을 목표로 했다. 극히 소수의 의원들만이 그의 교체를 원했으며, 그는 압도적인 다수의 현역 장교들로부터 충성을 이끌어냈다.[164]
12. ↑  펄링에 따르면, 워싱턴은 그의 참모로 복무하고 프랑스 군주와 인맥이 좋았던 라파예트 후작을 "대가처럼" 다루었다. 워싱턴은 젊은 프랑스인에게 음모가 성공한다면 혁명과 프랑스가 미국 독립으로부터 얻기를 바라는 모든 것을 파괴할 수 있다고 암시했다. 불과 3개월 전만 해도 그의 좋은 친구이자 동포인 콘웨이를 "군대의 존경심을 더욱더 정당화할" 장교라고 칭찬했던 라파예트는 콘웨이를 의회에 "명예도 원칙도 없으며 야망을 충족시키기 위해 무엇이든 할 사람"이라고 비난했다. 그는 또한 사라토가에서의 게이츠의 성공을 깎아내렸다. 워싱턴의 젊은 보좌관들인 알렉산더 해밀턴과 존 로렌스 (그의 아버지 헨리 로렌스는 대륙회의 의장이었다)도 콘웨이에 반대하는 목소리를 냈다. 너새니얼 그린 장군은 미플린과 게이츠가 그를 파멸시키기 위해 음모를 꾸미고 있다는 워싱턴의 비난을 반복했다. 다른 장교들은 워싱턴에 대한 비판을 혁명에 대한 반역과 동일시했다. 의심되는 비판가들은 장교들의 방문을 받았다. 리처드 피터스는 대니얼 모건 대령의 방문 후 공포에 질려 있었다. 콘웨이는 존 카드월라더 장군과의 결투 후 입에 상처를 입고 도망쳤다. 미플린은 카드월라더의 도전을 거절했을 때 체면을 구겼다.[168]
13. ↑  콘웨이가 밸리 포지에서 직무를 수행하기 위해 도착했을 때, 워싱턴은 그를 냉정하게 맞이하며 서면 명령이 도착하기 전까지는 아무런 권한도 없다고 통보했다. 서면 답변에서 콘웨이는 워싱턴을 그 시대의 가장 존경받는 장군인 프리드리히 대왕에 비유하며 조롱했다. 워싱턴은 단순히 그 서한을 의회에 전달하고, 프랑스인의 조롱적 무례함에 대한 분노가 의회에서 자연스럽게 터져 나오도록 내버려 두었다.[173]
14. ↑  신시내티 협회는 혁명 전쟁 장교들의 형제단으로, 귀족적이고 정치적으로 간섭하는 조직으로 의심을 받았다. 워싱턴이 이 협회와 연관되는 것은 그의 명성을 더럽힐 위험이 있었다. 협회가 세습 회원제를 폐지하려는 그의 시도와 자신을 회장으로 선출하지 말아달라는 그의 요청을 거부하자, 그는 회의에 참석하지 않음으로써 거리를 두려 했다. 옛 전우들을 불쾌하게 하기보다는, 그는 사업 약속과 건강 악화로 인해 5월 회의에 참석할 수 없다고 밝히며 자신의 진짜 우려를 숨겼다.[204]
15. ↑  로드햄멜은 매케이가 도착한 후, "...워싱턴은 네세시티 요새에서 오하이오 포크스를 향해 경솔하게 진군하기 시작했다. 그는 프랑스군이 1천 명의 병력으로 그레이트 메도우즈를 향해 진군하고 있다는 정찰병의 보고를 듣고 네세시티 요새로 급히 돌아왔다."[246] 롱모어에 따르면, 워싱턴은 사우스캐롤라이나군이 도착하기 전에 진군하기로 결정했다. 그는 6월 16일 네세시티 요새를 떠나 레드스톤 크리크를 향해 이동했고 (심지어 뒤켄 요새에서 프랑스군을 홀로 격파할 희망을 품었을 수도 있다). 6월 28일까지 워싱턴은 여전히 크리크에 미치지 못했지만, 대규모 프랑스군이 접근하고 있다는 소식을 들었을 때 포크스에서 이틀 거리 안에 있었다. 그는 처음에는 그 위치를 방어할 생각이었지만, 다음 날 사우스캐롤라이나군이 그를 따라잡았을 때 워싱턴과 매케이는 후퇴하기로 합의했고, 심지어 네세시티 요새도 우회했다. 롱모어에 따르면, 전체 여정은 병사들과 그들의 수송 수단에 너무 큰 부담을 주어, 7월 1일 네세시티 요새에 도착했을 때 더 이상 전진할 수 없었다.[247] 펄링에 따르면, 워싱턴은 주먼빌 글렌 전투와 네세시티 요새 전투 사이의 전체 기간 동안 네세시티 요새에 머물렀다.[248] 처노는 워싱턴의 병사들이 6월 28일 도로 건설을 위해 분산되었다가 네세시티 요새로 소환되었다는 점만 언급한다.[249]
16. ↑  주먼빌 글렌 전투 후 그리고 인스의 임명 후 딘위디에게 보낸 편지에서 워싱턴은 이제 "...모든 명예 [sic]와 영광이 주어질 수장이 곧 도착할 것"이기에 더 많은 명예를 얻을 기회를 잃은 것에 대한 유감을 표명했다.[250] 지방 변경 장교 제1대 준남작 윌리엄 존슨 경은 워싱턴의 공격성을 비판하며 그가 "다른 이들이 합류하기 전에 모든 명예 [sic], 또는 가능한 한 많은 명예를 얻으려는 야망이 너무 크다"고 비난했다.[33]
17. ↑  아내에게 보낸 편지에서, 대륙육군 지휘관으로 임명된 직후 워싱턴은 "이 임명을 추구하기는커녕, 저는 이를 피하기 위해 모든 노력을 기울였습니다..."라고 썼다.[275][276] 이틀 후 그의 형 존 오거스틴에게 보낸 편지에서 그는 임명이 "제가 추구하지도 원하지도 않은 영광이었다..."라고 썼다.[277][278] 1778년 윌리엄 고든에게 보낸 또 다른 편지에서 그는 "저는 지휘권을 구하지 않았지만, 많은 간청 후에 받아들였습니다."라고 썼다.[273] 그의 항의는 사적인 서신에만 국한되지 않았다. 동일한 감정은 그가 지휘하던 버지니아 민병대의 독립 중대 장교들에게 보낸 공개 서한에도 반영되어 신문에 실렸다.[279] 처노와 롱모어는 워싱턴의 부적합성에 대한 항의가 근거 없는 것이 아니었음을 모두 인정한다. 그는 이전에 지방 연대를 이끌었지만, 이제는 대륙군을 이끌어야 하는 임무를 맡게 된 것이었다.[276][280]
18. ↑  1788년 9월, 해밀턴은 워싱턴에게 거절이 "당신에게 소중할" 명성을 위협할 것이라고 조언했다.[290]

## 참고 문헌
- Brookhiser, Richard (1997). 《Founding Father: Rediscovering George Washington》. New York, New York: Free Press Paperbacks. ISBN 978-0-684-83142-8.
- Chadwick, Bruce (2005). 《George Washington's War: The Forging of a Revolutionary Leader and the American Presidency》. Naperville, Illinois: Sourcebooks. ISBN 978-1-4022-0406-7.
- Chernow, Ron (2010). 《Washington, A Life》 (E-Book). London, United Kingdom: Allen Lane. ISBN 978-0-141-96610-6.
- Ellis, Joseph (2004). 《His Excellency: George Washington》. New York, New York: Alfred A. Knopf. ISBN 978-1-4000-4031-5.
- Ferling, John E. (2009). 《The Ascent of George Washington: The Hidden Political Genius of an American Icon》. New York, New York: Bloomsbury Press. ISBN 978-1-59691-465-0.
- Ferling, John E. (2010) [1988]. 《First of Men: A Life of George Washington》. New York, New York: Oxford University Press. ISBN 978-0-19-539867-0.
- Hayes, Kevin J. (2017). 《George Washington: A Life in Books》. New York, New York: Oxford University Press. ISBN 978-0-19-045667-2.
- Henriques, Peter R. (2008). 《Realistic Visionary: A Portrait of George Washington》. Charlotsville, Virginia: University Press of Virginia. ISBN 978-0-8139-2741-1.
- Higginbotham, Don (2004). 《George Washington: Uniting a Nation》. Lanham, Maryland: Rowman & Littlefield. ISBN 978-0-7425-2209-1.
- Holten, Woody (1999). 《Forced Founders: Indians, Debtors, Slaves, and the Making of the American Revolution in Virginia》. Chapel Hill, North Carolina: University of North Carolina Press. ISBN 978-0-8078-4784-8.
- Lantzer, Jason S. (2001). 〈Washington as Cincinnatus: A Model of Leadership〉.   Fishman, Ethan; Pederson, William D.; Rozell, Mark J. 《George Washington: Foundation of Presidential Leadership and Character》. Westport, Connecticut: Praeger. 33–52쪽. ISBN 978-0-275-96868-7.
- Lender, Mark Edward; Stone, Garry Wheeler (2016). 《Fatal Sunday: George Washington, the Monmouth Campaign, and the Politics of Battle》. Norman, Oklahoma: University of Oklahoma Press. ISBN 978-0-8061-5335-3.
- Longmore, Paul K. (1988). 《The Invention of George Washington》. Berkeley, California: University of California Press. ISBN 978-0-520-06272-6.
- Reich, Jerome R. (2016) [2010]. 《Colonial America》 six판. Abingdon, Oxfordshire: Routledge. ISBN 978-0-205-74316-2.
- Rhodehamel, John (2017). 《George Washington: The Wonder of the Age》. New Haven, Connecticut: Yale University Press. ISBN 978-0-300-21997-5.
- Richard, Carl J. (1995). 《The Founders and the Classics: Greece, Rome, and the American Enlightenment》. Cambridge, Massachusetts: Harvard University Press. ISBN 978-0-674-31426-9.
- Wills, Garry (1984). 《Cincinnatus: George Washington and the Enlightenment》. Garden City, New York: Doubleday. ISBN 978-0-385-17562-3.
- Wood, Gordon S. (1993). 《The Radicalism of the American Revolution》. New York, New York: Vintage Books. ISBN 978-0-679-73688-2.

### 주요 출처
- Washington, George (1889). 《The Writings of George Washington》 1. New York, New York: G.P. Putnam' Sons. OCLC 1637240.
- Washington, George (1889). 《The Writings of George Washington》 2. New York, New York: G.P. Putnam' Sons. OCLC 1637240.